# Plaja Omaha
Plaja Omaha este numele de cod dat unui punct principal al Aliaților de debarcare in invazia Germaniei ce a ocupat Franța pe teritoriile Normandiei pe data de 6 iunie 1944 în timpul celui de-al Doilea Război Mondial. 
Plaja este situată pe coasta Normandiei, Franța, față în față cu Canalul Mânecii, și este la 8 km distanță la est de Sainte-Honorine-des-Pertes și la vest de Vierville-sur-Mer pe malul drept al estuarului râului Douve. Debarcările aici au fost necesare pentru a lega debarcarea britanicilor la est de Plaja Gold, cu aterizarea americană la vest la Plaja Utah, oferind astfel o debarcare continuă pe coasta Normandiei din Golful Senei. Ocuparea Plajei Omaha era responsabilitatea trupelor Armatei Statelor Unite, cu ajutorul transportului maritim asigurat de Marina Statelor Unite și cu ajutorul unor elemente ale Marinei Regale a Marii Britanii.
În D-Day, neexperimentata Divizie 29 a Infanteriei, cărei i s-au alăturat de noua companii ai Pușcașilor Marini SUA redirecționate de la Pointe du Hoc, au avut scopul de a lua cu asalt jumătatea de vest a plajei. Luptă crâncenă a fost dată de 1 Divizia de Infanterie în jumătatea de est. Valurile inițiale de asalt, formate din tancuri, infanterie și geniști, au fost planificate atent pentru a elimina barajele de apărare și pentru a permite navelor mai mari ale următoarelor atacuri să acosteze.
Obiectivul principal la Plaja Omaha a fost de a asigura un cap de pod de aproximativ opt kilometri lungime, între Port-en-Bessin și râul Vire, legându-se cu debarcările britanice de la Plaja Gold la est, și ajungea în zona de ISIGNY la vest pentru a face legătura cu aterizarea Corpul VII la Plaja Utah. Divizia a 352-a germană s-a opus debarcărilor, mulți dintre soldații germani fiind adolescenți, deși unitatea au fost completată cu veterani care au luptat pe Frontul de Est. Divizia a 352-a nu a avut niciodată niciun batalion de formare sau de regiment. Din cei 12020 de oameni din diviziune, doar 6800 erau experimentați în luptă, și detașați să apere un front de 53 km. Germanii au fost în mare măsură desfășurați în puncte cheie de-a lungul coastei, strategia germană fiind bazată pe înfrângerea oricărui atac pe mare, la linia de debarcare.
Foarte puțin a mers cum a fost planificat în timpul debarcării de la Omaha Beach. Dificultățile în navigare au avut ca rezultat că majoritatea ambarcațiunilor de debarcare sa rateze țintele lor pe tot parcursul zilei. Apărarea a fost neașteptat de puternică, și a cauzat o multe victime la aterizarea trupelor americane. Sub focul greu, geniștii au luptat să elimine obstacolele de pe plajă; mai târziu debarcările s-au concentrat în jurul unor canale care au fost securizate. Slăbiți de victimele provocate doar în debarcare, trupele supraviețutoare atacului nu au putut apăra ieșirea de pe plajă. Aceasta a cauzat probleme suplimentare și întârzieri, în consecință pentru acostări mai târzii. Mici spărturi au fost în cele din urmă realizate de grupuri de supraviețuitori care au improvizat atacuri asupra punctele cele mai greu de apărat. Până la sfârșitul zilei, două mici și izolate platouri, au fost cucerite, care au fost ulterior folosite împotriva apărării mai slabe în interior, realizându-se astfel obiectivele inițiale Ziua-Z în următoarele zile.

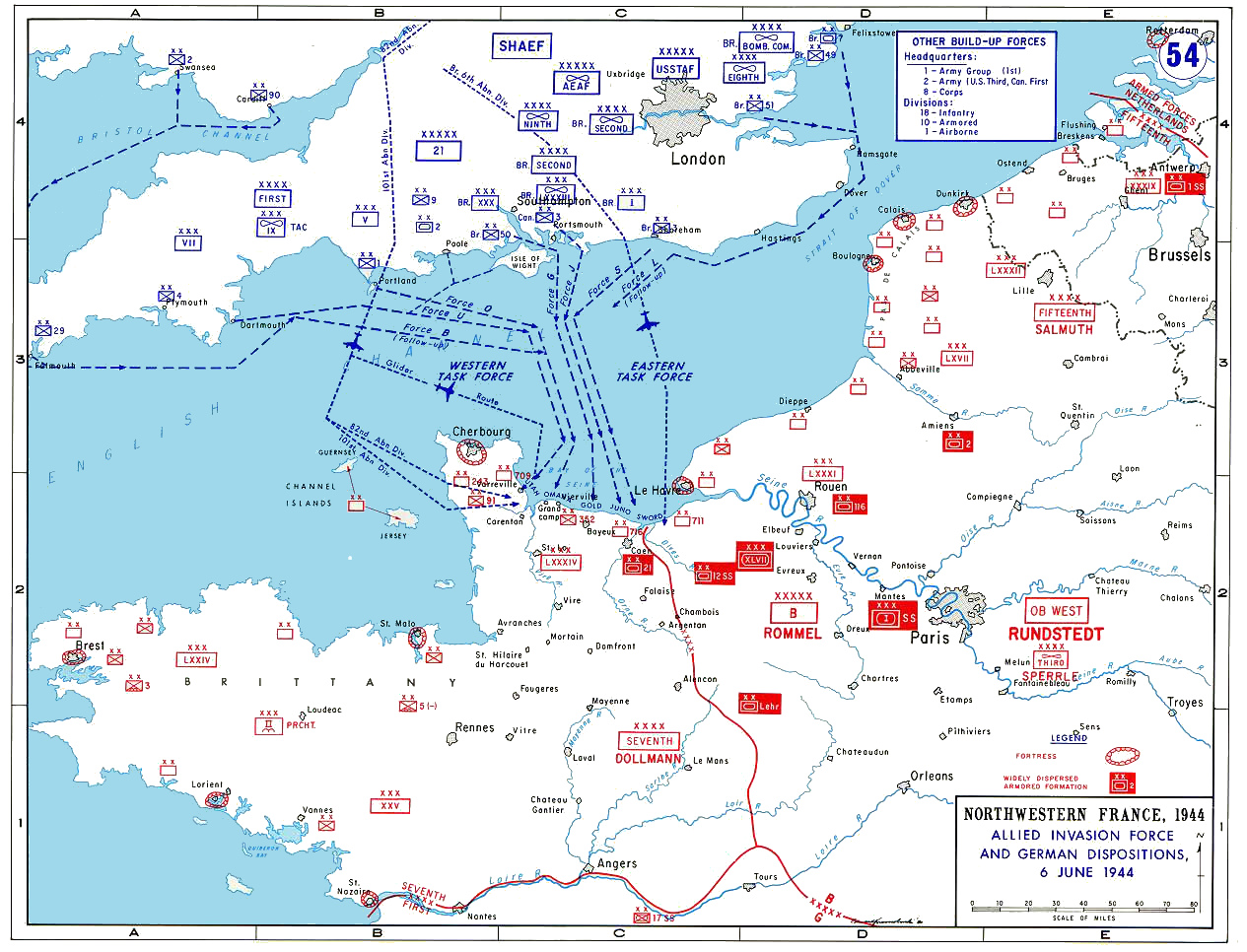
Harta de asalt din Ziua-Z a regiunii Normandia și coastei de nord-vest a Franței. Plaja Utah și Plaja Omaha sunt separate de râul Douve, a cărui gură de vărsare e clară în crestătura litoralului (sau “colțul”) hărții.

## Plaja Omaha

### Terenul și defensiva

Secțiuna transversală a plajei Omaha(grafic)

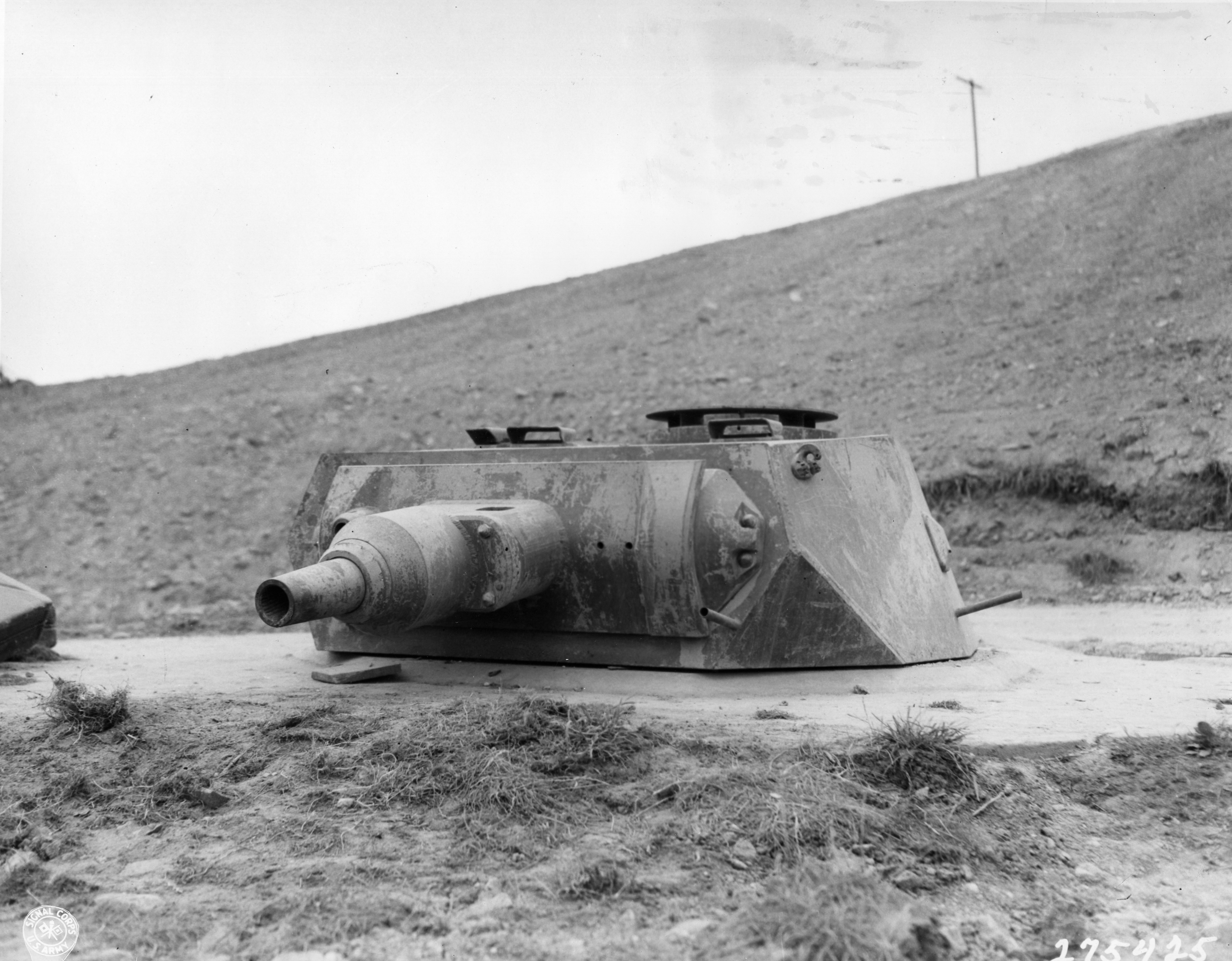
Turelǎ germană Panzer IV montată pe un buncǎr la Plaja Omaha, iunie 1944

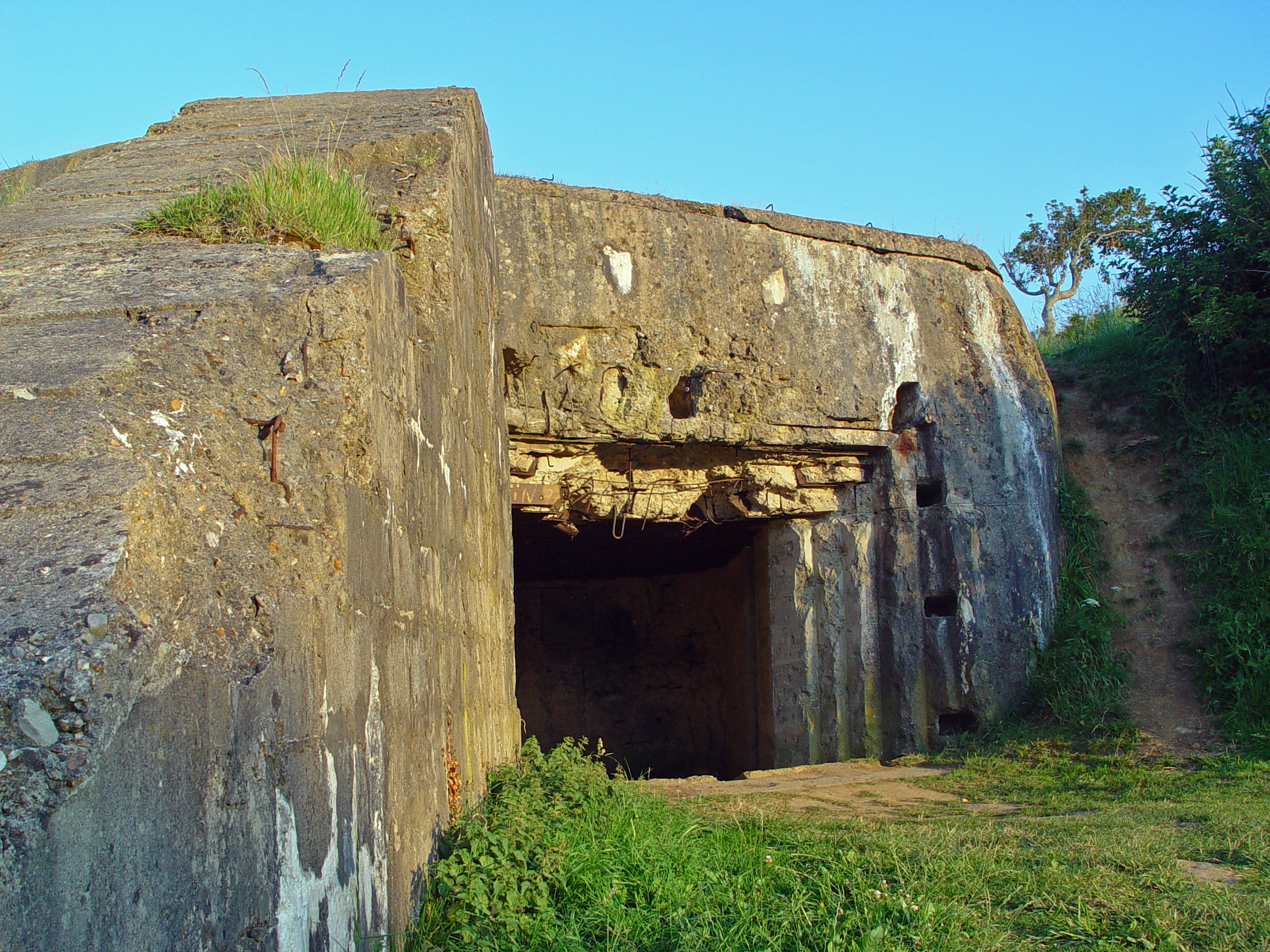
Cazemată german la Plaja Omaha

La capătul fiecărei faleze stâncoase la Plaja Omaha creșterea apei în timpul fluxului este de 2,75m. Pe linia fluxului era un banc de pietriș de 2,4 m înălțime și 14 metri lățime pe alocuri. La capătul vestic al bancului e o faleză de piatră (stâncoasă) de 1,5-4m înălțime. Pe celelalte două treimi de plajă la capătul falezei se întinde un dig de nisip. În spatele digului de nisip și a falezei, la fiecare capăt al ei și în interiorul plajei până la 180m este o întindere îngustă de nisip. Falezele abrupte (30-50m) domină întreaga plajă și sunt tăiate de mici și împădurite vai,descriind 5 puncte de-a lungul plajei,având nume de cod de la vest la est D-1, D-3, E -1, E-3 și F-1.
Pregătirile defensive germane și lipsa oricăror pregătiri în interiorul uscatului indica planul lor de a opri invazia pe plajă. Patru linii de obstacole de apărare au fost construite în apă. Prima, era o linie îndepărtata cu o mica gaura în mijlocul sectorului Dog White și una mai mare de-a lungul întregului sector Easy Red. Ea era constituită din 200 de Porți Belgiene având mine agățate pe stâlpi verticali. În spatele acestei linii cu 30 de metri era o alta formată din bușteni îndreptați dinspre uscat spre mare, fiecare al treilea buștean având o mină antitanc. Această linie defensivă nu a fost atât de eficientă cum și-ar fi dorit germanii. Alți 30 de m de plajă erau păziți printr-o linie formată din 450 de rampe înclinate spre mal având de asemenea atașate mine. Rampele erau concepute astfel încât ambarcațiunile cu fundul plat să detoneze minele. Ultima linie de apărare era formată din arici de-a lungul a 150 de metri din plajă. Zona  dintre bancul de pietriș și râpă a fost înțesată de mine și sârmă împrăștiate pe pantele abrupte.
Trupele de coastă au cuprins 5 companii de infanterie. Ele erau concentrate în 15 puncte cheie numite cuiburi de rezistență (Widerstandsnester) numerotate de la est la vest WN-60 -> WN-74 în apropierea Vierville. Ele erau situate în principal în jurul intrărilor protejate de câmpuri minate și de sârmă. Fiecare punct cheie era legat de celalalt prin trasee și tunele. Un total de pană la 60 de piese de artilerie au fost depozitate în aceste puncte cheie, acestea fiind puști, mitraliere și artilerie ușoară.  Armamentul greu era stocat în 8 cazemate și 4 poziții deschise și armamentul ușor era localizat în alte 35 de buncăre. Alte 18 tunuri anti-tanc au completat dispunerea artileriei pe plajă. Zonele dintre punctele cheie au fost echipate ușor având gropi pentru puști, tranșee și arete 85 de amplasamente pentru mitraliere. Nici o zona nu a fost lăsata descoperită și dispunerea armelor era făcută astfel încât frontul putea fi mutat oriunde pe plajă.
Spionajul Aliaților a identificat apărarea ca fiind întărită de un batalion de 800-1000 de oameni din cadrul diviziei  716. Aceasta era o divizie de apărare care îngloba 50% trupe non-germanice (voluntari ruși) și alți etnici germani. Recent activata dar puternica divizie 352 localizată la 30 de km înspre uscat la Saint-Lô, a fost considerată cea mai potrivită forța de contraatac. Rommel a ordonat diviziei 352 apărarea la malul apei in luna martie.. Aceasta era strategia lui de a apăra Normandia din care făcea parte Omaha Beach. Ca parte a acestei reorganizări divizia 352 a preluat comanda celor două batalioane de grenadieri ai Regimentului  726 precum și batalionul Ost  439 , care a fost anexat la 726. Omaha Beach a căzut în cadrul Sectorului  Al Doilea a Apărării de Coastă, care se întindea din Calleville spre vest și alocată regimentului  916 grenadieri și batalionului al treilea de grenadieri din Regimentul  726. Două companii din 726 au condus punctele cheie din zona Vierville în timp ce doua companii din 916 au ocupat punctele cheie din zona St. Laurent care era în centrul Omaha. Aceste poziții au fost susținute de artileria a batalioanelor unu și patru din Regimentul de Artilerie 352 (doisprezece 105 mm și patru obuziere de 150 mm). Cele doua companii rămase din 916 au format o rezervă la Formigny două mile (4 km)în interior. La est de Colleville, "Coasta de Apărare Sector 3 " a fost responsabilitatea restului de Regiment de Grenadieri 726. Două companii au fost desfășurate pe coasta, una în partea de est a punctului cheie cu sprijinul acordat de al treilea batalion din Regimentul de Artilerie 352. Zona de rezervă, care cuprinde cele două batalioane de grenadieri din Regimentul 915 cunoscut și sub numele de "Kampfgruppe Meyer", care a fost situat la sud-est de Bayeux imediat în afara zonei Omaha.
Eșecul de a identifica reorganizarea de apărare a fost o defalcare de o inteligență rară pentru aliați. Rapoarte post-acțiune au estimat inițial că 352 a fost desfășurat pentru apărare de coastă doar cu câteva zile înainte, ca parte a unui exercițiu anti-invazie.

### Planul atacului
Omaha a fost divizată în zece sectoare, numite prin cod: Able, Baker, Charlie, Dog Green, Dog White, Dog Red, Easy Green, Easy Red, Fox Green si Fox Red. Asaltul inițial a fost făcut de doua echipe de regiment – Regimental Combat Teams (RCT)-  susținute de doua batalioane cu tancuri, care aveau atașate și două batalioane de pușcași. Regimentele de infanterie au fost organizate în trei batalioane, fiecare cu cate aproximativ 1000 de oameni. Fiecare batalion a fost organizat sub formă a trei asociații de pușcași, fiecare de pană la 240 de oameni și o companie suport de pană la 190 de oameni. Companiile de infanterie de la A la D aparțineau primului batalion al regimentului.  Cele de la E la H aparțineau celui de-al doilea, iar cele de la I la M celui de-al treilea. Litera J nu era folosita. (Companiile individuale vor fi menționate în acest articol de către companiile de regiment, ca de exemplu: Compania A din 116 RCT va fi A/116). În concluzie, fiecare batalion avea o companie de baza de pana la 180 de oameni. Batalioanele cu tancuri erau formate din trei companii, de la A la C, fiecare cu cate 16 tancuri, în timp ce batalioanele de pușcași erau organizate în șase companii, de la A la F, cu cate 65 de oameni în fiecare companie.

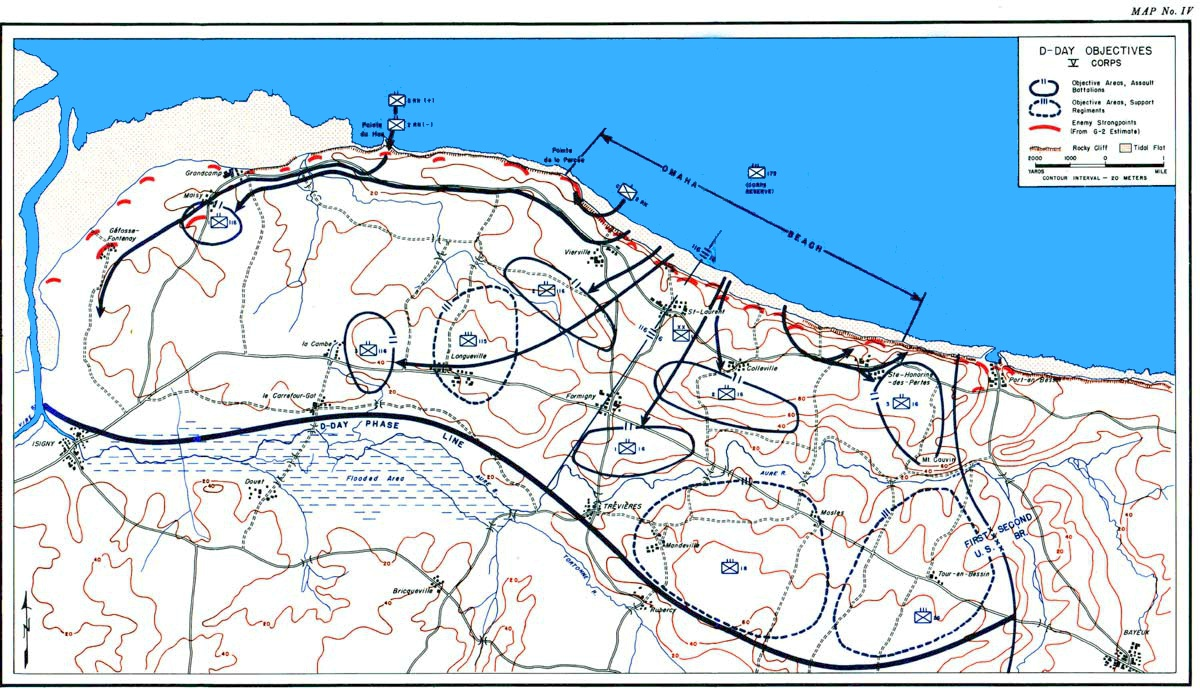
Harta istorică oficială ce arată obiectivele Corpului militar V în Ziua-D

RCT 116 din Divizia de Infanterie 29 a avut scopul să aterizeze cu doua batalioane în al patrulea sector vestic și să fie urmat la 30 de minute de cel de-al treilea batalion. Debarcările lor urmau să fie sprijinite de tancuri din Batalionul 743 Tancuri; două companii de înot veneau la țărm în tancuri amfibii DD și compania rămasa a aterizat direct pe plaja de asalt. În partea stângă a RCT 116, RCT 16 din Divizia 1 Infanterie a avut de asemenea scopul să  aducă la sol doua batalioane și pe al treilea 30 de minute după, pe Easy Red și Green Fox la capătul estic al Omaha. Sprijinul din partea tancurilor le-a fost furnizat de către Batalionul 741 de Tancuri, din nou, doua companii de înot la mal, iar a treia a aterizat convențional. Trei companii din Batalionului 2 Pușcași a încercat să ia o baterie fortificată la Pointe du Hoc, 5 km la vest de Omaha. Între timp compania a doua Pușcași a avut scopul să aterizeze pe partea dreaptă a RCT 116 și să-și ia poziția la Pointe de la Percée. Companiile rămase de pușcași, a 2 și a 5 au avut scopul de a urmări la Pointe du Hoc dacă această acțiune s-a dovedit a fi de succes, altfel, ele aveau să urmeze 116 spre Dog Green și să continue spre Pointe du Hoc pe uscat.
Acostările erau programate să înceapă la 06:30, "ora H", pe un val inundații, create cu ajutorul unui bombardament de 40 de minute aerian și naval de 30 de minute al apărării de pe plaja, cu tancurile DD sosind cu cinci minute înainte de ora H. Infanteria a fost organizată în secțiuni de asalt special echipate de 32 de oameni puternici, o parte din ei fiind pe o navă de atac, fiecare având scopul de reducere a apărării de pe plajă. Imediat în spatele primei debarcări Brigada Inginerilor pentru misiuni speciale a avut scopul să aterizeze cu misiunea de compensare și marcare a benzilor cu obstacole din plajă. Acest lucru ar permite nave mai mari de urmărire să debarce în siguranța. Aterizarea  de sprijin a artileriei a fost programată să înceapă la ora H+90 minute în timp ce principalele construcții de vehicule avea să înceapă de la H+180 minute. La H+195 minute alte două regimente de lupta, RCT 115 din Divizia 29 Infanterie și RCT  18 din Divizia 1 Infanterie aveau scopul să acosteze deodată cu RCT 26 din Divizia 1 Infanterie la ordinele Corpului de Comandă de V.
Obiectivul a fost ca defensivele de pe plajă să fie clarificate în H+2 ore, după care secțiunile de asalt urmau să fie reorganizate, continuând lupta în formarea batalionului. Barierele urmau să  fie deschise pentru a permite traficul pentru ieșirea de pe plajă în H+3 ore. Pană la sfârșitul zilei, forțele de la Omaha deja stabiliseră un cap de pod la 8 km adâncime, legat cu divizia britanica 50 aterizată la Golden Beach în est, și să fie în poziția de a se de muta la Isigny în ziua următoare, conectându-se cu corpul american VII, la Plaja Utah spre vest.
Forța de asalt așteptată pentru a executa acest plan a totalizat peste 34.000 de bărbați și 3300 de vehicule, cu sprijinul naval bazat pe două nave de luptă, trei crucișătoare, 12 distrugătoare, și 105 alte nave. Acestea au fost furnizate în principal de către Marina SUA, dar de asemenea, incluse nave de război britanice și Franței Libere. RCT  16 (completat  de 3502 bărbați și 295 vehicule atașate numai pentru aterizarea pe plajă), numărând 9.828 de militari, 919 vehicule și 48 tancuri. Pentru a muta acestă forța au fost necesare două nave de transport, 6 nave de acostare, tancuri (LSTS), 53 LCTs, 5 Nave de atac ale infanteriei, 81 LCVP-uri, 18 LCA-uri, 13 ambarcațiuni de aterizare, și cam 64 DUKW-uri.  Ambarcațiunile de asalt  au fost dotate cu echipaj de Marin SUA, Paza de Coasta SUA si Marina Regală Britanică.

## Asaltul inițial

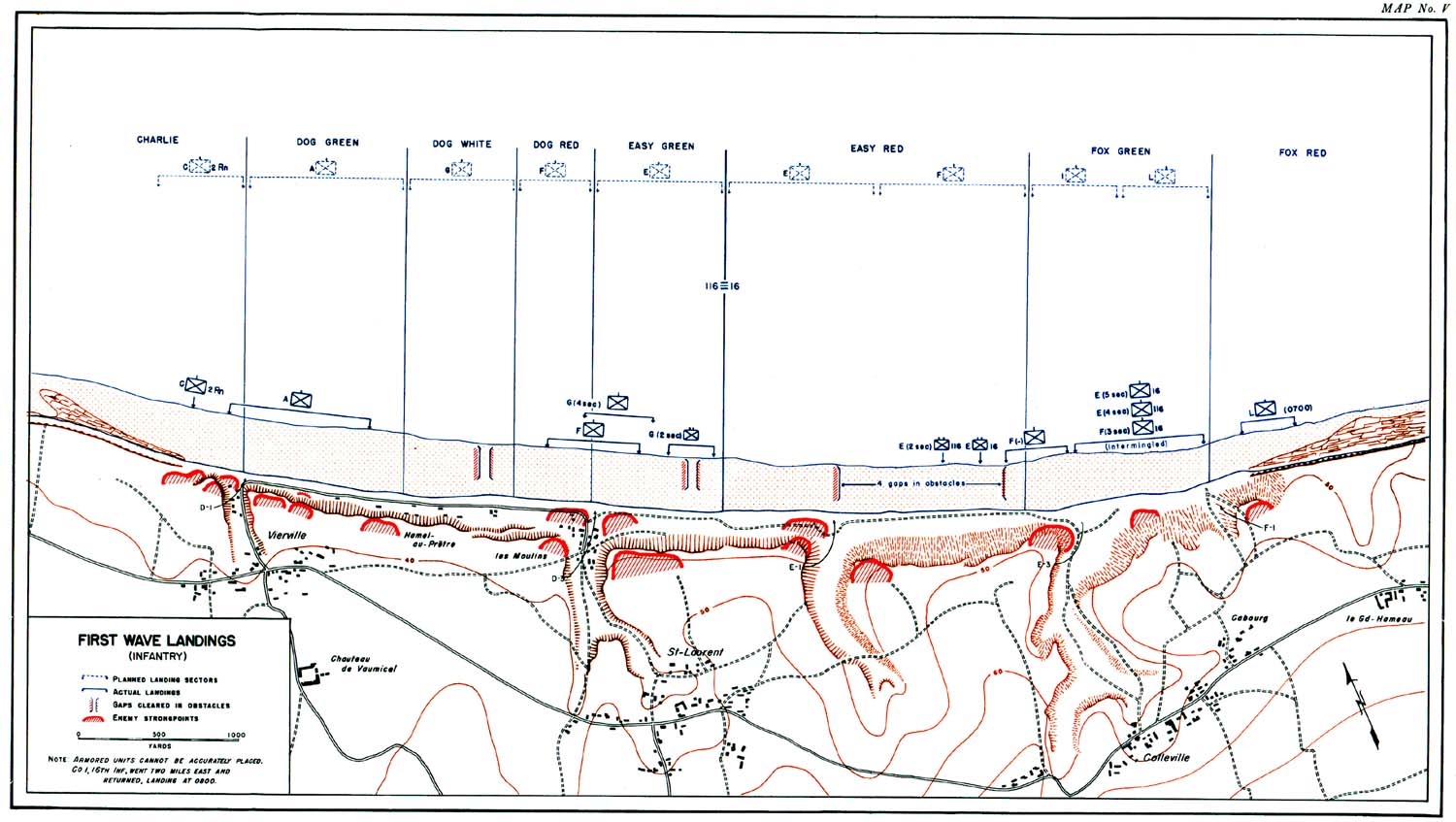
Harta oficialǎ, ce descrie acostǎrile primului val de atac

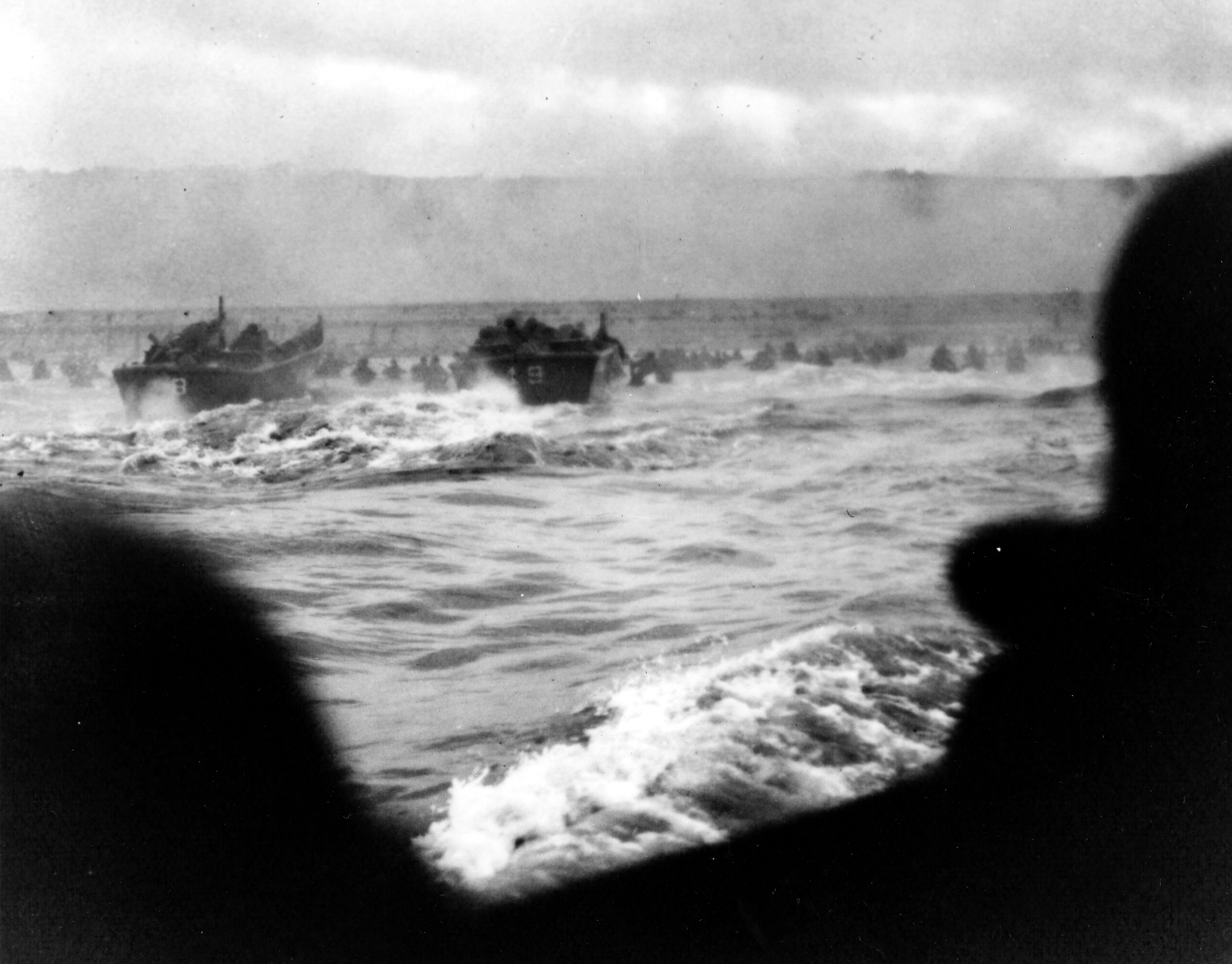
Ora-H. O ambarcațiune de acostare se apropie de țărmul învăluit în fum în urma unui bombardament naval.

În ciuda pregătirilor, foarte puțin a mers conform planului. Zece ambarcațiuni ce trebuiau să aterizeze s-au pierdut înainte ca măcar să ajungă la plaja, fiind împotmolite de mările învolburate. Alte ambarcațiuni au rămas plutind, doar pentru că pasagerii lor au scos repede apa cu căștile. Răul de mare a fost predominant printre pasageri ei așteptând aterizarea pe mal. În al 16-lea front  RCT, bărcile care au acostat s-au găsit că încearcă să supraviețuiască pe plute, împreună cu supraviețuitorii tancurilor DD, care s-au scufundat. Conducerea atacului a fost îngreunata de fumul și ceața, care obturau reperele pe care ei le foloseau să se ghideze, când un curent greu i-a împins continuu în partea de est.
Cum bărcile se apropiau pană la câteva sute de metri de mal, ei au venit sub focul provenit de la  armele automate și de la artilerie. Armata a descoperit doar atunci ineficacitatea unui bombardament înainte de aterizare.  Întârziați din cauza vremii și încercând să evite ambarcațiunile care aterizau, bombardierii au aranjat artileria prea departe de interiorul țărmului neavând efecte reale asupra defensivei de coastă. 

### Acostarea tancurilor

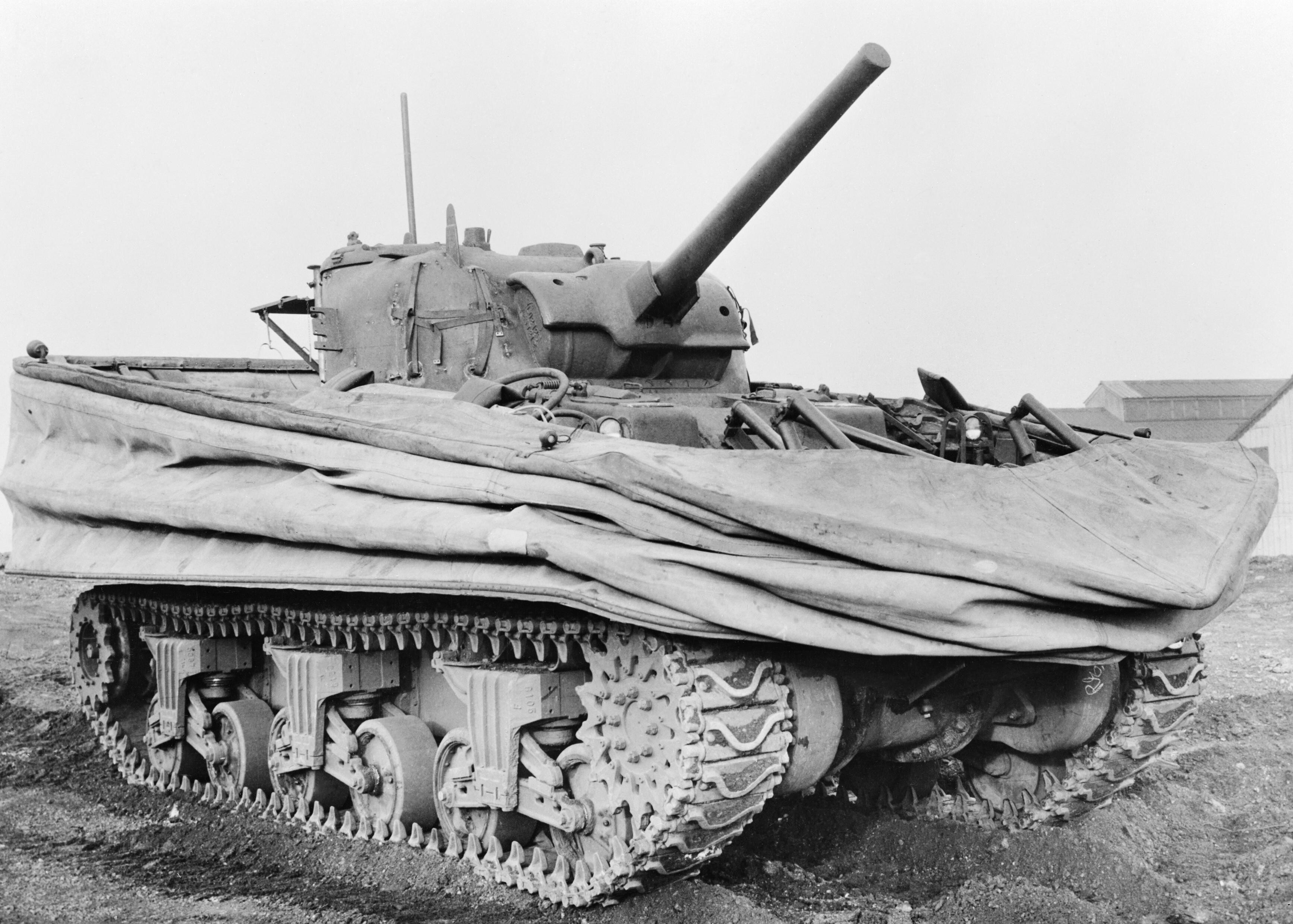
Tanc DD amfibiu, variantă a tancului M4 Sherman

Din cauza condițiilor pe mare prea dure, decizia a fost făcut pentru RCT 116 de a transporta tancuri DD a Batalionului de Tancuri al 743-lea tot drumul pana la plajă. Venind din partea opusa puternicul apărat Vierville, Compania B a celui de al 743-lea Batalionului de Tancuri au pierdut pe toți membrii, în afara unuia dintre ofițerii săi, și jumătate din tancurile sale DD. Cu toate acestea, alte două companii a aterizat la stânga B/743 fără pierderi inițiale. Pe frontul RCT 16-lea, cele două tancuri  DD care au supraviețuit înotului până pe uscat s-au alăturat altor trei care au fost debarcate direct pe plaja din cauza deteriorării LCT-urilor. Compania de tancuri rămase a reușit să facă sa aterizeze 14 din cele 16 tancuri (deși trei dintre acestea au fost repede doborâte).

### Acostarea Infanteriei

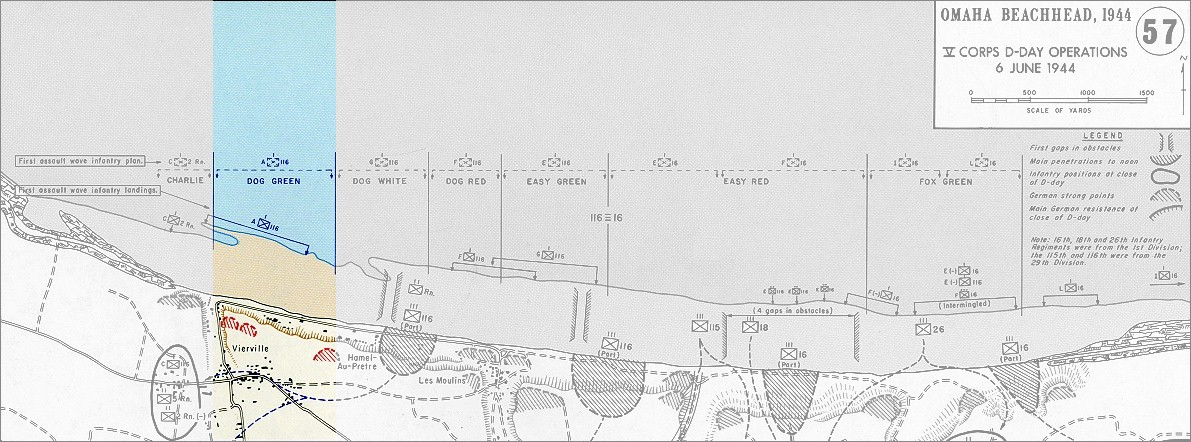
Sectorul Dog Green

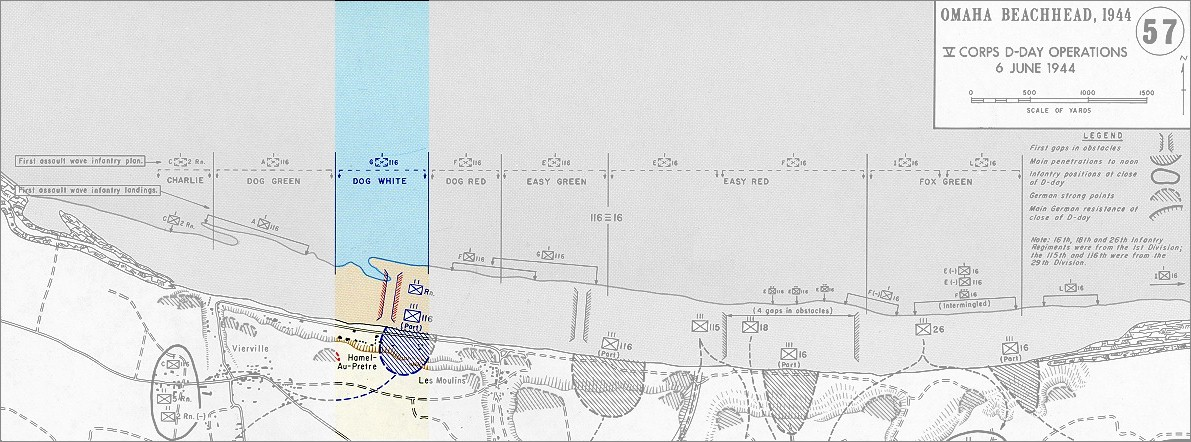
Sectorul Dog White

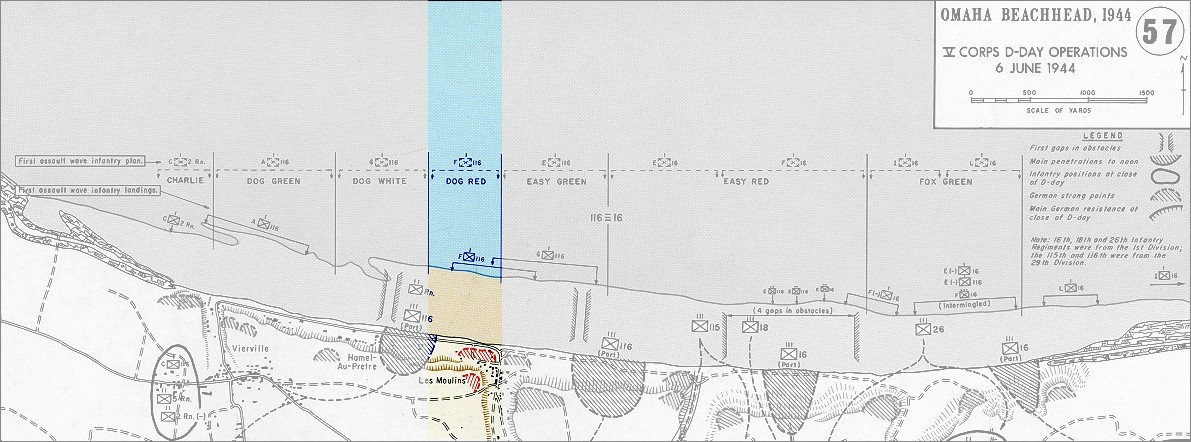
Sectorul Dog Red

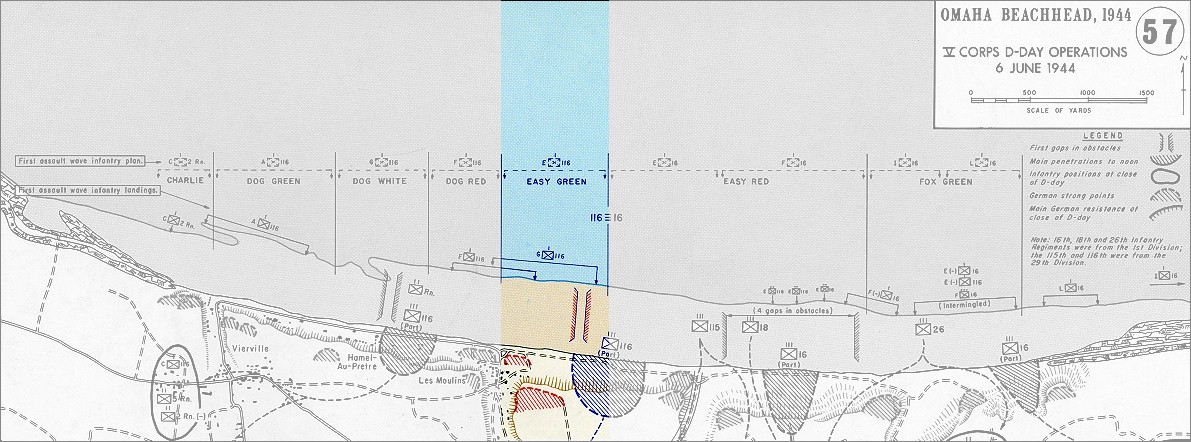
Sectorul Easy Green

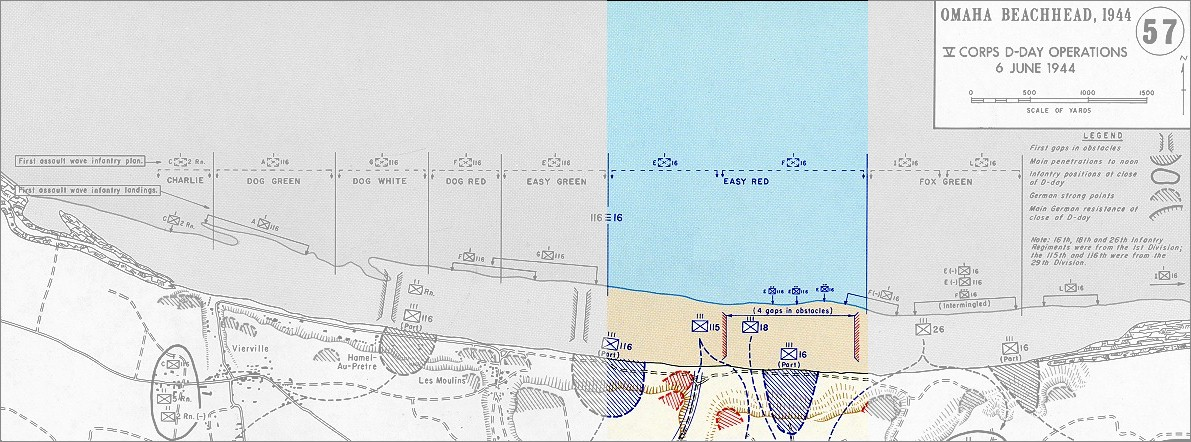
Sectorul Easy Red

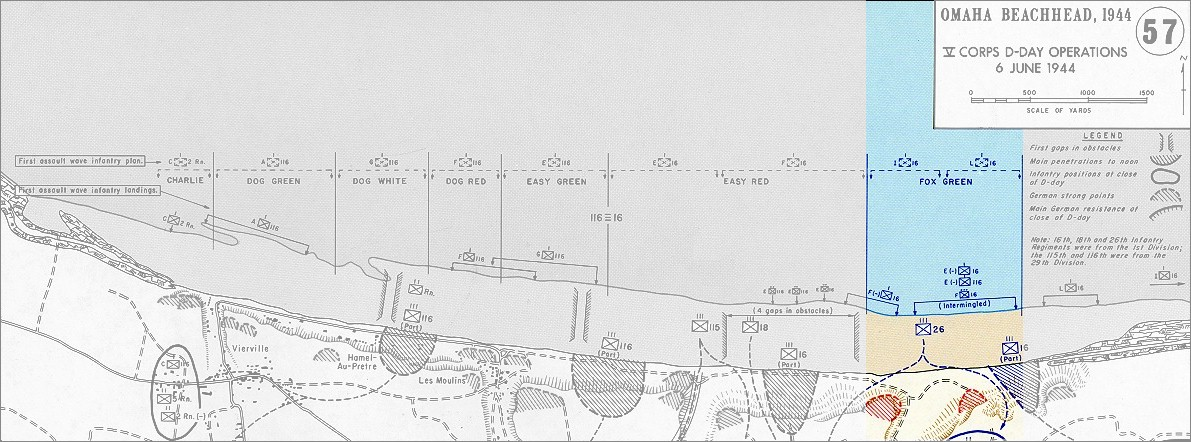
Sectorul Fox Green

Din cele noua companii care au aterizat în primul val numai Compania A a SCR 116 la Green Dog și Rangers au avut dreptul de a ateriza. E/116, având scopul de a cuceri  Easy Green, a ajuns împrăștiate în două sectoare de plajă al 16-lea RCT. G/116, cu scopul de a cucerii Dog White, a deschis un spațiu gol de 900 m între ei și A / 116 care avea același scop când au aterizat la Easy Green. I/16 a zburat în derivă spre est si nu a ajuns sa aterizeze doar peste o oră și jumătate.
Imediat după ce infanteria a debarcat, ei s-au trezit împotmoliți în niște bancuri de nisip de 45–90 m. Înainte ca aceștia sa ajungă pe plajă, ei au trebuit sa înoate prin apă adâncă, uneori până la gât, și au avut încă 180 m de mers după ce au atins malul. Cei care au ajuns la bancul de pietriș au făcut acest lucru într-un ritm lent, pentru că erau foarte încărcați cu armament. Cei mai mulți dintre ei au trebuit să suporte greutatea armelor de calibru mic, a mortierelor, artileriei și mitralierelor. Când bombardamentele au stârnit focuri pe plajă, fumul rezultat oferea camuflaj trupelor de atac, împiedicând pe cele de apărare să le poată localiza. Așa s-a întâmplat la Red Dog, într-o zona opusă punctului cheie Les Moulins. Unele batalioane ale G/116 și F/116  au reușit să ajungă la bancul de pietriș fără sa fie prea afectați, deși acesta din urmă au devenit dezorganizați odată cu pierderea ofițerilor. G/116 a fost capabil să reziste o perioadă, dar acest lucru a fost pierdut imediat ce au înaintat spre vest, de-a lungul pietrișului, în încercarea de a atinge obiectivele atribuite. Împrăștierea bărcilor a fost cel mai evident pe frontul al 16-lea RCT  unde E/16, F/16 și E/116 s-au amestecat, făcând dificilă improvizarea atacurilor, fiind îngreunați si de situația cauzată de lipsa debarcărilor. Acele batalioane împrăștiate de E/116 la aterizarea la Easy Red au reușit să scape de pierderi grele, deși, au întâlnit un râu după aterizarea pe bancul de nisip care i-a forțat să-și arunce armamentul și să pornească înot spre partea cealaltă.
Cele mai multe victime au fost printre trupele care au aterizat la capetele plajei Omaha. În est, la Green Fox și în apropiere de Easy Red, elemente separate de grup de la trei companii au fost reduse la jumătate din puterea de foc în timpul în care au ajuns la bancul de pietriș, multe dintre ele au fost nevoită să se târască 270 m de plajă chiar înainte de valul reflux. Timp de 15 de minute de la aterizare Dog verde, la capătul vestic al plajei, A/116 au fost separați în mai multe grupuri și astfel majoritatea au murit. Printre victime se aflau liderii și 120 de victime, iar supraviețuitorii au fost obligați să se retragă la marginea apei, sau în spatele obstacolelor. Companii mai mici de puscași marini au avut parte de o soartă mai bună, făcându-și adăposturi în râpă dar și aceștia au fost reduse la jumatăte din puterea lor inițială.
L/16 a aterizat în cele din urmă după o întârziere de 30 de minute, la stânga de Fox Green, având mai multe pierderi datorate bărcilor care au fugit decât in parcurgerea a 180 m de plaja. Terenul de la sfârșitul de est a Omaha, cu toate acestea, le-a dat de rǎgaz suficient celor 125 de supraviețuitori să organizeze și să înceapă un asalt spre râpă. Ei au fost singura companie din primul val, capabilă să funcționeze ca o unitate. Toate celelalte companii, în cel mai bun caz, au fost dezorganizate în mare parte fără lideri și prinse în spatele bancului de șindrilă, neavând nicio speranță de îndeplinirea a misiunii lor asalt. În cel mai rău caz, ei au încetat pur și simplu să mai existe ca unități de luptă. Aproape toate au aterizat cel puțin la câteva sute de metri de țintă, și într-o operațiune complicat planificată în cazul în care pentru fiecare secțiune, pentru fiecare barcă a fost atribuită o anumită sarcină, acest lucru fiind suficient, pentru a strica tot planul.

### Acostarea geniștilor
Ca si  infanteria, geniștii au fost obligați sa nu mai respecte obiectivele lor, și doar cinci din cele 16 de echipe au sosit la locurile atribuite. Trei echipe au venit in locurile unde nu au putut fi acoperiți de infanterie. Lucrând sub focul neîntrerupt al inamicului, geniștii s-au apucat de muncă pentru a curăța obstacolele de pe plajă, munca lor a fost mai dificilă datorită pierderilor de echipament, și de infanterie care trecea prin spate sau care acoperea obstacolele pe care ei încercau să le arunce în aer. Au suferit pierderi grele datorită focului inamic care declanșa explozii. Opt oameni dintr-o echipă au tras barca de debarcare LCM, când artileria i-a lovit; doar unul dintre ei a supraviețuit ca urmare a detonării proviziilor lor de explozibil. O alta echipă numai ce a terminat de pus explozibilul când zona a fost atacată cu foc de mortiere. Explozia prematură a încărcăturii a ucis 19 geniști, precum și o parte din infanteriștii din apropiere. Cu toate acestea, geniștii au reușit sa curețe șase goluri, câte unul la Dog White și Easy Green, in al 116-lea front RCT, și celelalte patru la Easy Red in al 16lea front RCT. Eo au avut pierderi în proporție de 40%.

## Al doilea asalt

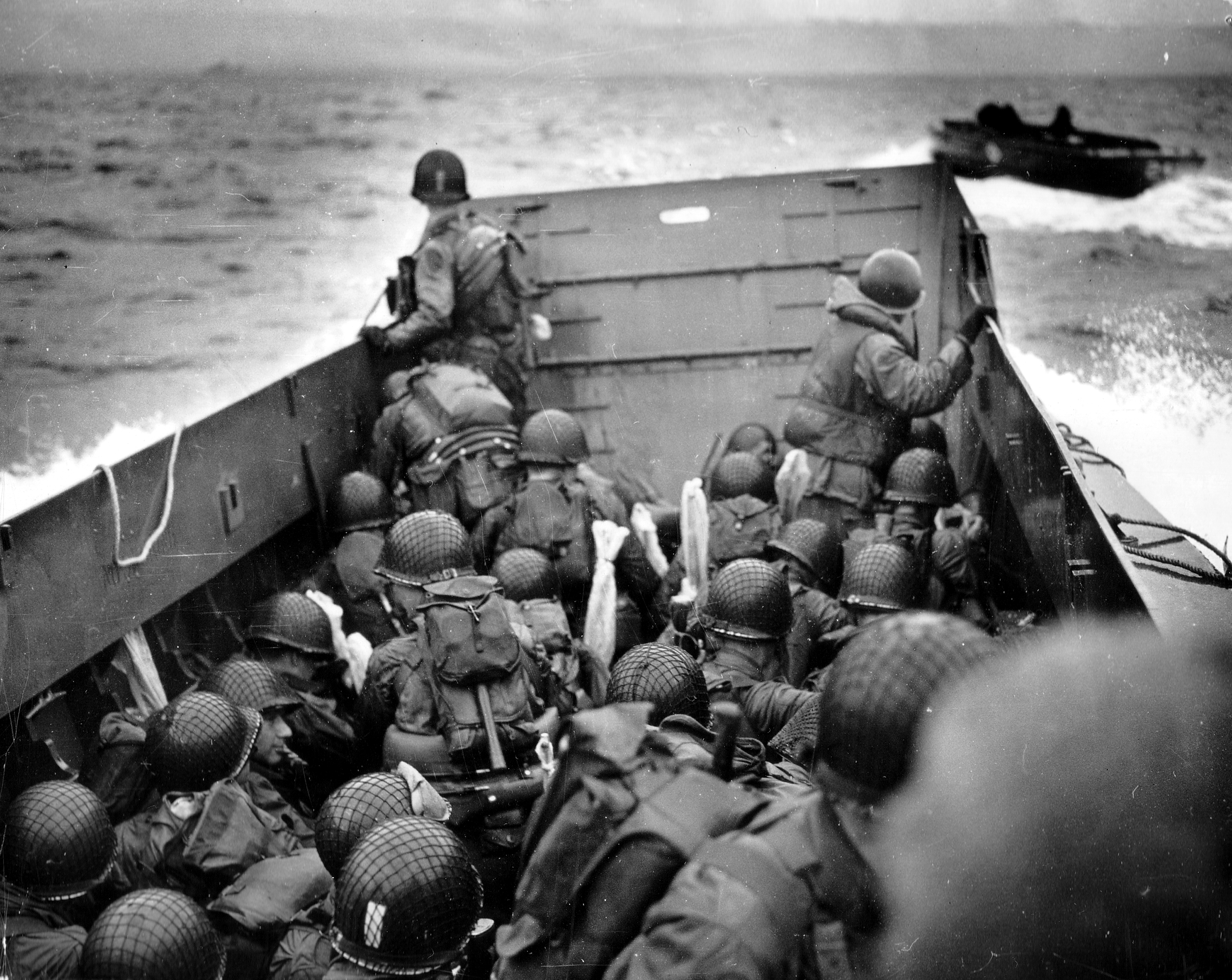
Un ofițer observă Plaja Omaha, în timp ce ambarcațiunea lui se apropie de coasta Normandă

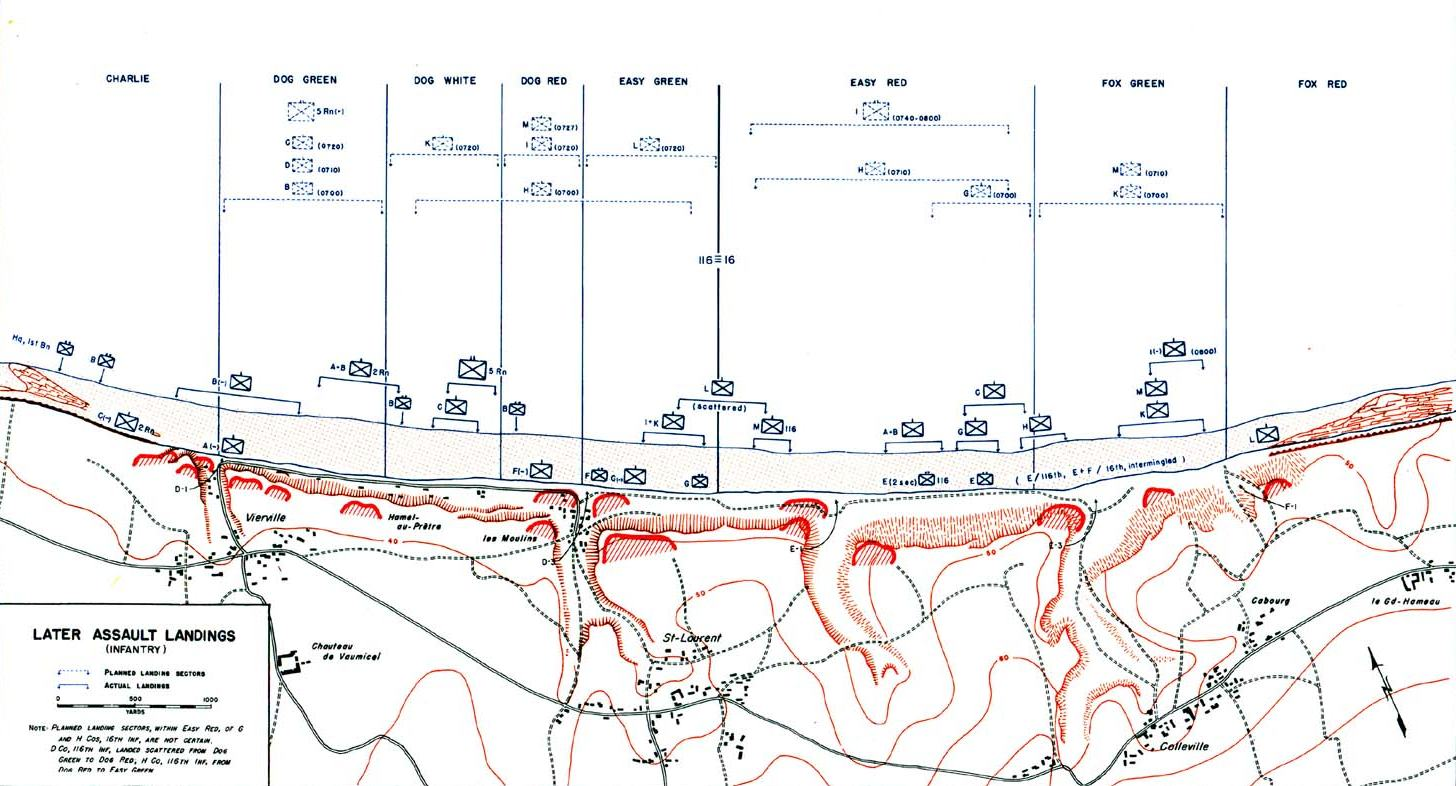
Harta istoricǎ ce aratǎ acostǎrile trupelor în cel de-al doilea val de asalt

Cu obiectivul inițial neatins, un al doilea val mai mare de atac începe acostarea, aducând întăriri, arme și elemente pentru stabilirea bazei la 07:00, dar doar pentru a întâlni aproape aceeași situație dificilă ca și primul val. Singura ușurare pentru al doilea val era că erau mai mulți, deci focul inamic nu era așa concentrate. Supraviețuitorii primului val erau în mare parte incapabili să ofere acoperire, și, pe alocuri, noi veniți sufereau pierderi la fel de mari ca și trupele din primul val(raportat la numărul armatei). Eșecul de a crea destule drumuri printre obstacolele de pe plajă a îngreunat sarcina celor din al doilea val; acum, fluxul începea să ascundă obstacolele rămase de atacatori. Au fost multe pierderi printre bărcile ce acostau, înainte de a ajunge la mal cu trupele, deoarece se loveau de aceste obstacole nevăzute. La fel ca și în acostarea inițială, navigarea dificilă a cauzat acostări foarte imprecise, împrăștiind trupele si echipamentele necesare pentru stabilirea unui punct fix.
Pe frontul 116th RCT, supraviețuitorii primului batalion, B/116, C/116 și D/116 au acostat cu ajutorul lui A/116 la Dog Green. Trei bărci cu tot cu comandanții de post și echipa de spargere au acostat mult mai la vest, sub dealuri. Numărul exact al pierderilor lor încercând să traverseze plaja nu este cunoscut, dar treimea/jumătatea de echipă care a reușit și-a petrecu restul zilei neslăbiți de supravegherea sniperelor, la adăpost, Dog Green rămânând o zonă mortal. Nu toate trupele, extreme de împrăștiate, ale B/116 au acostat acolo, dar cei care au făcut-o au fost obligați să se alăture supraviețuitorilor A/116 pentru supraviețuirea la malul apei. Două company al celui de al doilea regiment, veniți mai târziu la malul Dog Green, au reușit să ajungă la faleză dar cu prețul a jumate din echipă.
La stânga lui Dog Green era sectorul Dog White, între punctele de rezistență  Vierville și Les Moulins(apărate de D-1 și D-3); și aici era altă poveste. Ca urmare a mai multe acostări greșite și acuma datorită acostării lor greșite, trupele lui C/116 se aflau singure la Dog White, cu doar  câteva tancuri rămase de la primul val la orizont. Fumul creat de iarba în flăcări acoperea avansarea lor de-a lungul plajei, au obținut faleza fără prea multe pierderi și erau în formă mai bună decât orice altă unitate a frontului 116th RCT de până acum. Deși primul batalion a fost dezarmat eficient de artileria lor când D/116 a suferit o acostare dezastruoasă, construirea de la Dog White a continuat. C/116 s-a regrupat cu al 5-elea batalion de pușcași marini aproape în întregime. Comandantul pușcașilor marini, și-a dat seama de situația de la Dog Green  la sosire și a ordonat regruparea tuturor trupelor la Dog White. La fel ca pentru C/116, fumul le-a acoperit avansarea, deși  2nd Rangers au nimerit în flancul drept. Acesta era sectorul unde grupul de comandă a regimentului 116th RCT, inclusive asistentul comandant Brigadier General Norman Cota al 29th Division, a reușit să acosteze relative neatinși.
Mai spre est, punctele de rezistență erau mai eficiente. La granița Dog Red/ Easy Green apărările din jurul punctului Les Moulins i-au taxat greu pe supraviețuitori celui de al 2-lea batalion, H/116 și elemente de bază zbătându-se la mal acolo. Supraviețuitorii s-au alăturat celor din F/116 în spatele șindrilei unde comandantul batalionului a reușit să adune 50 de oameni pentru o avansare improvizată de-a lungul ei. Cu toate acestea, o altă avansare chiar la est de Les Moulins a fost prea slabă pentru a avea orice efecte și a fost obligată să se retragă. La stânga lor, în mare parte între atragerile pe granița Easy Green/Easy Red batalionul de suport al 116th RCT a acostat fără prea multe pierderi, deși au fost împrăștiați și erau prea dezorganizați pentru a juca un rol imediat în asaltul asupra falezei.
Pe frontal 16th RCT, la capătul estic al Easy Red, era o altă zonă între puncte de rezistență(strongpoints). Asta a permis lui G/16 și batalionului de suport să scape de la exterminare. Cu toate acestea, majoritatea pierderilor a G/16(63) au fost înainte de a ajunge la șindrilă. Ceilalți din compania celui de al 2-lea batalion au acostat în al doilea val; H/16 a venit la câteva sute de metri la stânga, opus atragerilor E-3, și a suferit din această cauză-au fost inapți să acționeze pentru mai multe ore.
Pe cea mai estică plajă, fox Green, elemente a 5 companii diferite au devenit încurcate, și situația abia se îmbunătățise față de acostările dezorganizate de la început. Încă două companii a celui de al treilea batalion s-au alăturat atacului, și, din cauză că a mers spre est în primul val, I/16 a reușit în sfârșit să acosteze traumatizați la Fox Green, la 08:00. Două din cele 6 bărci au fost inundate în drumul lor spre est, în timp ce avansau sub foc constant, 3 din cele 4 rămase au fost distruse fie de artilerie fie de mine iar a 4-a a rămas spânzurată pe un obstacol descoperit de reflux. Un căpitan al acestei company a ajuns în postura de ofițer principal, la comanda unui al 3-ela batalion extenuat.

### Situația Americanilor

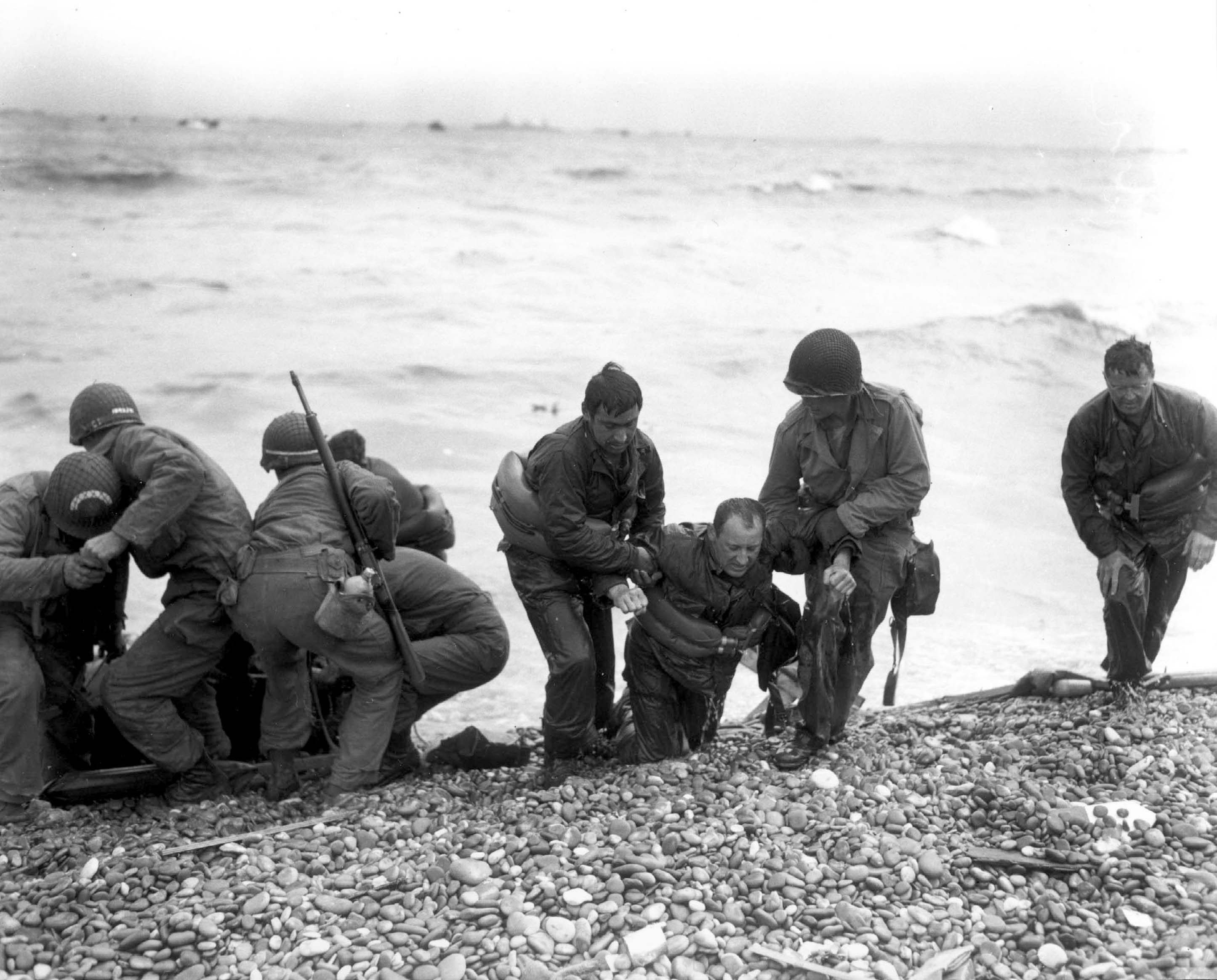
Soldații răniți de pe ambarcațiunile de acostare scufudate sunt aduși la țărm

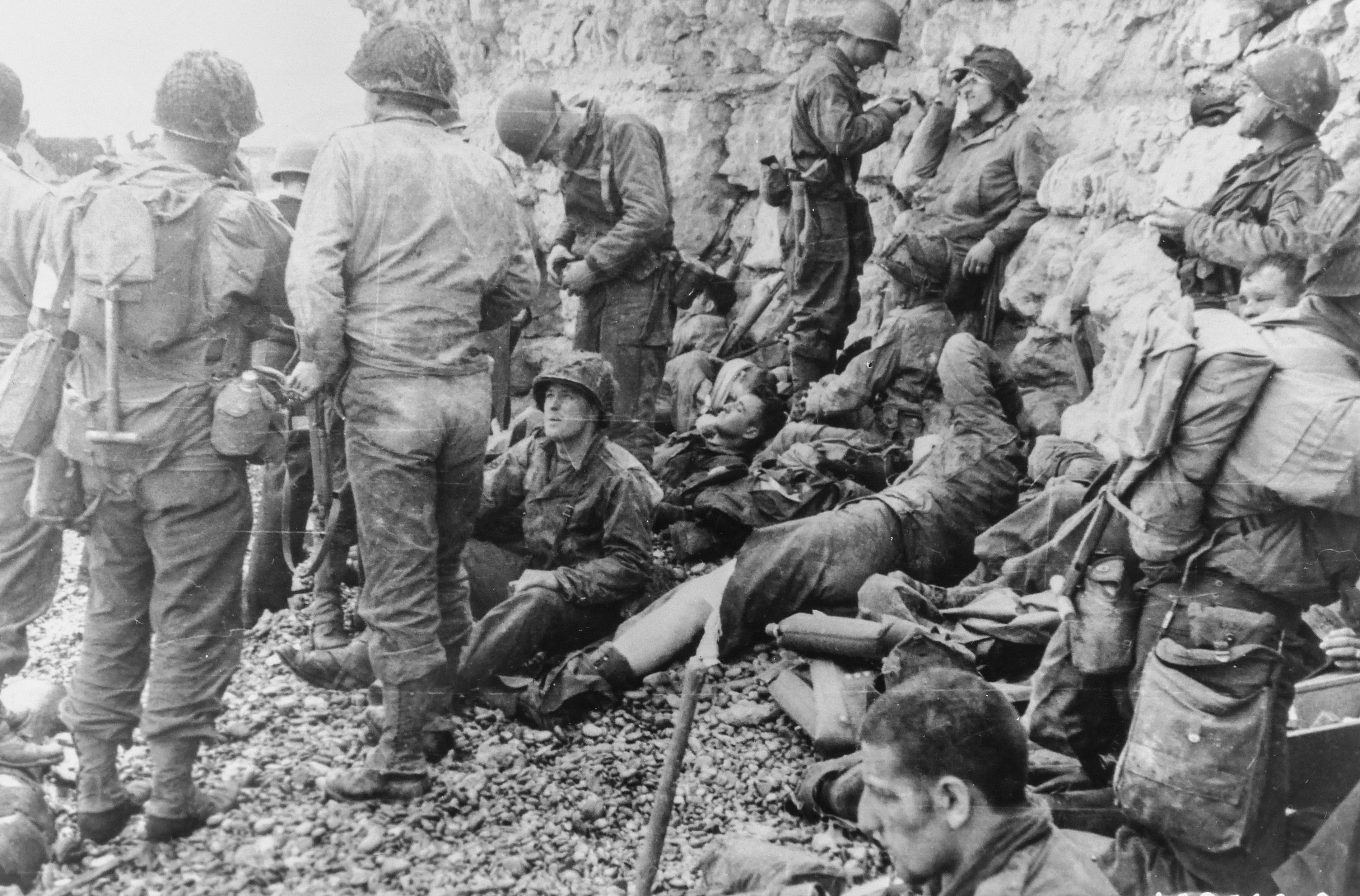
Trupe americane din cel de al treilea batalion 16th RCT, din primele două valuri, se adăpostesc sub dealurile dealurile de cretă(ce identifică acest punct ca o zonă din sectorul Fox Red).

Împreună cu acostarea infanteriei în valul al doilea, trupe de suport au început să apară, întâlnidnu-se cu acelașii haos și distrugere ca și companiile de pușcași. Inginerii de război, însărcinați cu eliberarea cailor de scăpare și să parcheze plăjile, au ajuns departe de țintă și fără echipamentele lor. Multe jeepuri și autoșenile s-au scufundat în apăadâncă; cele care au reușit să ajungă la mal s-au stricat în scurt timp rămânând pe plajă, ca ținte ușoare pentru apărătorii germani. Majoritatea stațiilor de comunicare au fost pierdute, făcând sarcina de a organiza trupele împrăștiate și mai grea, și acele grupuri de comandă care au ajuns pe mal și-au dat seama că eficacitatea lor era redusă la imediata învecinătate. Cu excepția a câteva tancuri care au supraviețuit și o echipă armament greu aici sau acolo, trupele de asalt au avut doar armele lor personale, care, după ce a fost târâte prin apă și nisip, aveau inevitabil  nevoie de curățare înainte de a putea fi folosite.
Supraviețuitorii de la șindrilă, mulți fiind în prima lor război cu care se confruntă, erau relativ bine protejați de arme de foc mici, dar încă expuși la artilerie și mortare. În fața lor era apartamente minate expuse la foc de pe râpele de deasupra. Moralul trupelor, evident, a devenit o problemă. Multe grupuri erau lipsite de lider și doar asistau la soarta celor trupelor vecine și acostările din jurul lor. Răniții erau înecați de flux, și în larg bărcile erau strivite și  în flăcări.

### Situația Germanilor
Odată cu ora 13:45 a352-a divizie germană  raporta că asaltul a fost împins înapoi în mare.Din punctul de vedere de la „Pointe de la Percée”, cu vedere la întreaga plajă din capătul vestic,  percepția german a fost că atacul a fost oprit la plajă. Un ofițer a observat că trupele încercau să se ascundă în spatele obstacolelor șî a numărat 10 tancuri în flăcări. Cu toate acestea, încă de la 07:35, al treilea batalion al celui de al 726-elea regiment de Grenadieri, apărând Draw F-1 de pe Fox Green, a raportat că in jur de 150 de trupe Americane au penetrat frontul, cu trupe în perimetru la WN-62 și WN-61 ce atacau Germani din spate. Pierderile germanilor creșteau. În acest timp ce al 916-elea regiment, apărând centrul zonei 352, raporta că acostările au fost în defavoarea lor, șî cerea și el întăriri. Cererea nu a putut fi îndeplinită, deoarece situația în altă parte în Normandia era mai urgentă pentru apărătorii. Regimentul de rezervă, al 915 al celei de a 352-a diviziuni, care a fost înainte repartizată împotriva debarcări aeriene la vest de Omaha, a fost redirecționată spre zona Gold Beach la est de Omaha, deoarece apărările de acolo se prăbușiseră.

## Pǎtrunderea
Caracteristicile cheie geografice care au influențat debarcările au influențat de asemenea următoarea fază a bătăliei: trecătorile, ieșirile naturale de pe plaje, au fost principalele obiective în planul de asalt inițial. Cu toate acestea cea mai puternica apărare concentrata în jurul acestora a însemnat că trupele de debarcare din apropiere acestora au avariat rapid neavând nici o formă ca să efectueze un atac următor. Numai în zonele dintre concentrări(trecători), in apropierea apelor, au fost unități care au reușit să aterizeze in forța. Apărările au fost mai slabe, de asemenea, departe de trecători, astfel, avantajele au fost făcute acolo.
Un alt aspect cheie al următoarele câteva ore a fost conducere. Planul inițial a fost în zdrențuit, cu atât de multe unități care nu au aterizat, dezorganizate și împrăștiate. Cel mai mulți dintre comandanți au murit sau au fost absenți, și au existat puține modalități de a comunica, altele decât comenzile strigate. În câteva locuri, grupuri mici de oameni, uneori adunați împreună de la companii diferite, în unele cazuri chiar din divizii diferite, au fost "... inspirați, încurajați sau terorizați ..."[ 44] din siguranța relativă care o dădea bancul cu pietriș, începând sarcina grea de reducere a apărării vârfului dealurilor.

### Asaltul dealurilor

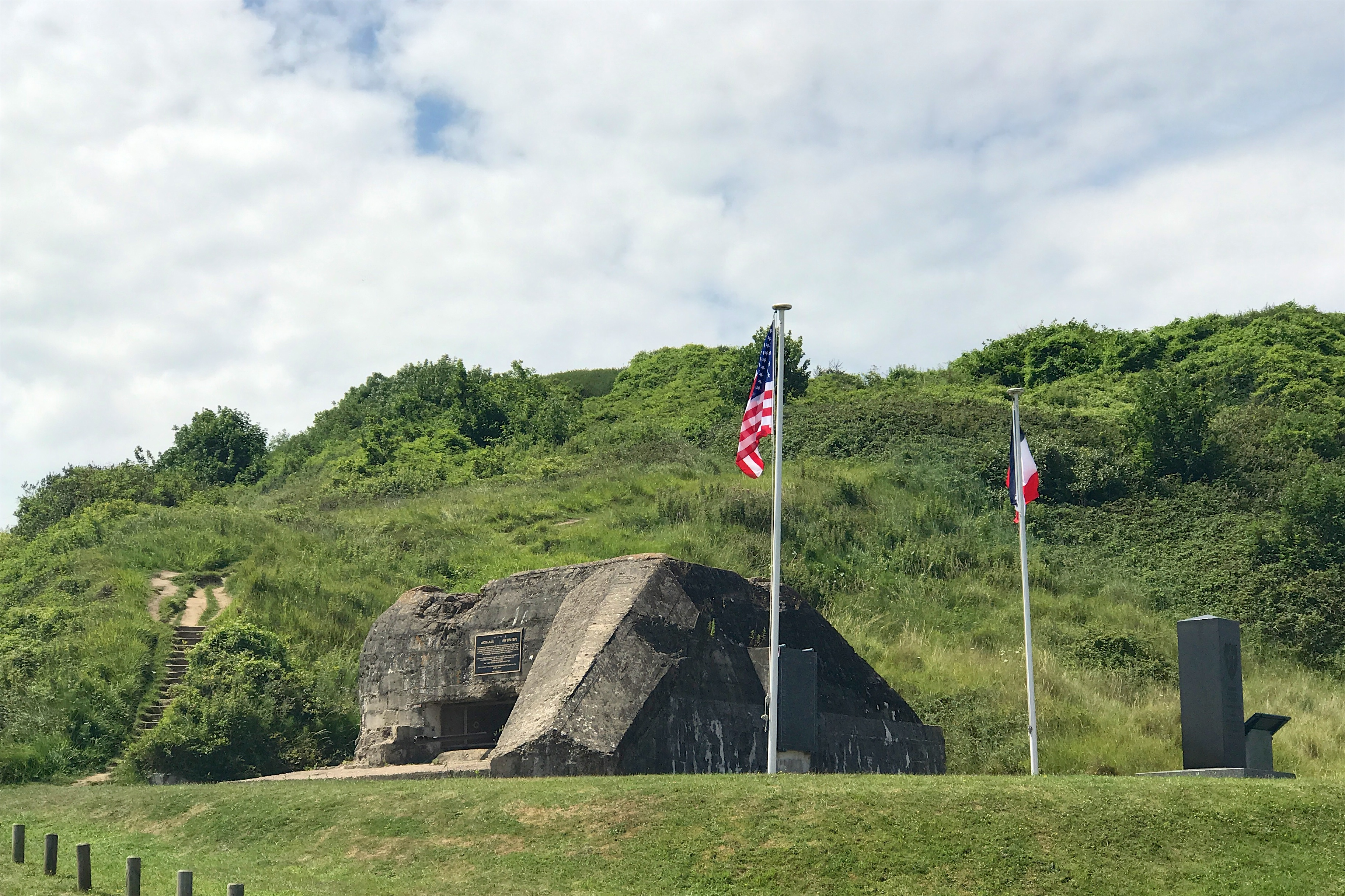
WN-65 ce apăra trecerea E-1

Supraviețuitorii companiei C din a doua divizie a Pușcașilor marini, a acostat în primul val la Dog Green în jur de 06:45; la 07:30 s-au urcat pe stânca de lângă Dog White și trecătoarea spre Vierville. Mai târziu li s-au alăturat o parte din B/116 care au acostat greșit, și acest grup și-a petrecut o parte din zi încercând și într-un final cucerind WN-73, care apăra trecătoarea D-1 la Vierville.
La 07:50, C-116 au condus atacul la Dog White, între punctele WN-68 și WN-70, forțând trecerea prin gardul de sârmă cu o torpilă Bagalore și tăietori de sârmă. 20 de minute mai târyiu, a cincea companie de Pușcași marini s-au alăturat atacului, și a deschis mai multe treceri. Echipa de comandă s-au stability pe culmea dealurilor, și părți din G/116 și H/116 li s-au alăturat, deoarece s-au mișcat mai devreme lateral de-a lungul plajei împreună cu frontul  îngust. Înainte de 09:00, părți mici ale F/116 și B/116 au ajuns pe creasta de la est de Dog White. Flancul drept al acestei penetrări a fost asigurat de supraviețuitori celei de a doua unitate de Pușcași marini, companiile A și B, care și-au croit de uni singuri drum spre vârf între 08:00 și 08:30. Au cucerit WN-70(care era déjà avariat de focul navelor), și li s-au alăturat unități a cincea de Pușcași marini pentru pătrunderea pe uscat. Pe la 09:00 mai mult de 600 de trupe  americane, în grupulețe de doar câțiva oameni, au ajuns la vârful dealurilor opuse la Dog White și avansau pe uscat.
Al treilea battalion 116th RCT și-a forțat trecerea de-a lungul întinsului și în sus pe dealuri între WN-66(ce apăra trecerea D-3 la Les Moulins), șî WN-65(ce apăra E-1). Au avansat în grupuri mici, ajutați de armamentul greu al M/116, ce erau la baza de pe dealuri. Avansarea a fost încetinită de mine pe părțile înclinate ale dealurilor, dar o parte din a treia companie de pușcași, precum și o parte mică din G/116, au obinut culmea la 09:00 obligând apărătorii de la WN-62 să raporteze greșit cum că și WN-65 și WN-66 au fost capturate.
Între 07:30 și 08:30 părți din G/16, E/16 și E/116 s-au reunite și au urcat împreună dealurile la Easy Red, între WN-64(trecătoarea E-1) și WN-62(E-3).  La 09:05, observatorii germane au raportat că WN-61 a fost pierdut, și că doar o mitralieră mai trăgea la WN-62. 150 de oameni, majoritatea din G/16, care au ajuns la vârf mai mult răniți de mine decât de gloanțe, au continuat spre sud ca să atace WN-63, post de comandă de la marginea Colleville. Între timp E/16, conduși de locotenent second Jhom M. Spalding, s-au întors spre west de-a lungul crestei dealurilor, pentru o luptă de 2 ore pentru cucerirea WN-64. Micul său grup de doar 3 oameni au reușit să neutralizeze acest punct spre jumătatea dimineții, luând 21 de prizonieri-exact la timp pentru a îi împiedica să atace trupele  nou-acostate. Pe plaja de dedesubt, comandant de-al 16th RCT, , Colonel George Taylor a acostat la 08:15. Cu cuvintele sale “Două tipuri de oameni sunt pe plaja asta, morții și cei care vor murii-acum hai să ne mișcăm!” A organizat grupuri de oameni fără să țină cont de unitatea din care sunt, punându-I la comanda celui mai apropiat ofițer fără echipă și trimițându-I prin zona eliberată de G/16. Pe la 09:30, central de comandă al regimentului era amplasat chiar dedesubtul culmii dealurilor, și primul si al doilea batalion erau trimise în perimetru inamic.
Pe Fox Green, la capătul estic al Omaha, patru părți din L/16 au supraviețuit acostări intacți și conduceau pe I/16,K/16 și E/116 în sus pe deal. Cu ajutor de la armamentul greu al M/16, tancuri și distrugătoare, această echipă a eliminate WN-60, ce apăra trecerea F-1; până la 09:00, al treilea batalion intra în perimetru inamic.

### Suportul naval

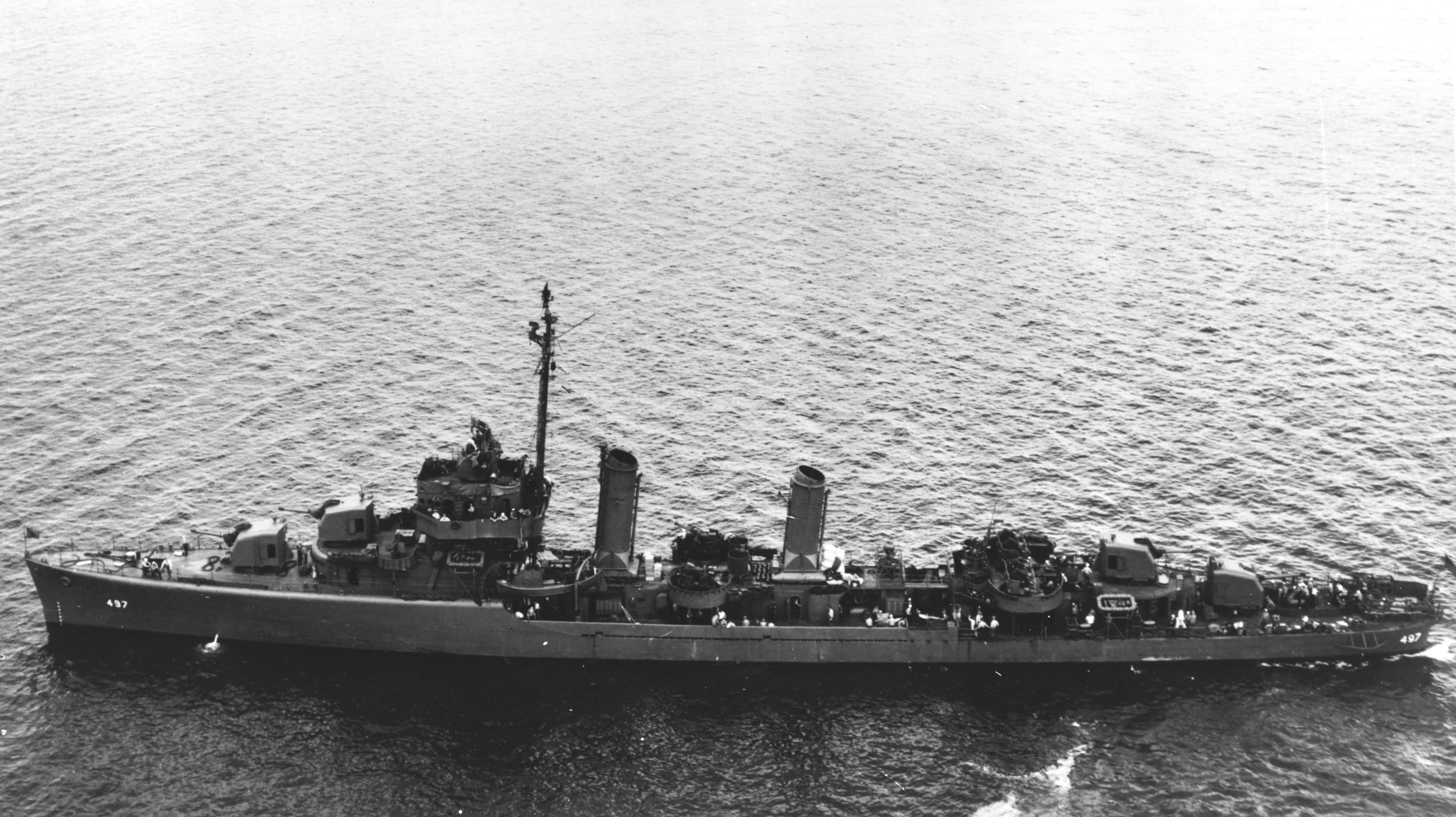
USS Frankford

Singurul sprijin de artilerie pentru trupe care a avut aceste tentative a fost marina. Găsirea obiectivelor greu de zărit, si de frica de a lovi propriile trupe si de armele mari ale navelor de rǎzboi si crucișătoarelor concentrate sa lovească flancurile din Omaha Beach. Cu toate astea distrugătoarelor au putut sa ajungă in apropiere si de la 8:00 au început sa ajungă la propriile obiective. La 9:50, doua minute după ce McCook a distrus un amplasament de arme de 75 mm in WN-74, distrugătoarelor le-a fost ordonat sa se apropie cat se putea de mult. Unele s-au apropiat la 900m de mai mult ori, dar au suportat riscul eșuării. 

### Bombardamentul premergǎtor invaziei
General Bradley revizuind trupele Aliate din Anglia și antrenându-le pentru D-Day, a promis soldaților că germanii de pe plaja vor fi distruși de focurile de armă navale, înainte de debarcare și: "Voi bărbați ar trebui să vă considerați norocoși. Veți avea locuri  de neprețuit la cel mai mare show de pe pământ (focuri de armă navale). Amiralul John L. Hall, (comandantul Task Force 124, "Omaha" Beach Assault Force), a dezaprobat puternic de cantitatea de bombardament utilizata pe partea Aeriana si Nanvala. Hall a fost înregistrat spunând: "Este o crimă să trimită in cel mai mare atac de tip amfibie din istorie, cu un armament naval atât de inadecvat" [63] Mai târziu, analiza navala în timpul faza de înainte de aterizare a concluzionat că marina a furnizat bombardament inadecvat, având în vedere dimensiunea și gradul de atac prevăzute. Kenneth P. Lord, un proiectant al Armatei SUA pentru invazia D-Day, spune că, la audierea navala planului de sprijin cu armament pentru Omaha Beach, care se limita la un singur vas de război, două crucișătoare și șase distrugătoare, el și alte planificatorii au fost foarte supărați, spre deosebire de armamentul pus la dispoziție in debarcările din pacific. [65] Istoricul Adrian R. Lewis postulează că pierderile americane s-ar fi redus în cazul în care ar fi fost implementat un baraj mai mare.

### Apǎrarea germanilor pe uscat
În timp ce apărarea de coastă nu au întors invazia pe plaja, au rupt și slăbit formațiunile asalt ținându-le piept. Accentul german pe aceasta linie principal de rezistență (MLR) a însemnat că apărarea în interior era semnificativ mai slab și se bazează pe buzunare mici de poziții deja pregătite, mai mici in putere decât compania mijlocie. Aceasta tactica a fost suficienta pentru a perturba înaintarea americanilor, făcând dificilă chiar și ajungerea la zonele de readunare a grupului, să nu mai vorbim și de atingerea obiectivele lor pe ziua D. [67] Ca un exemplu al eficienței de apărarea germană în ciuda numărului lor batalionul al 5-lea Pușcași a fost oprit în pe căile sale de către o singură mitraliera ascunsa într-un gard viu. Un pluton a încercat să iasă din flanc, doar ca au alergat spre o altă mitralieră la stânga de prima. Un al doilea pluton a încercat să profite de această nouă poziție si a fugit într-un cel de-al treilea flanc, și încearcă să se descurce cu focurile de arma dintr-a patra poziție. Succesul MLR în blocarea armelor grele de pe plaja a însemnat că, după patru ore, Pușcașii au fost forțați să renunțe la încercările de a le muta mai departe in interiorul uscatului.[68]

## Cap de pod

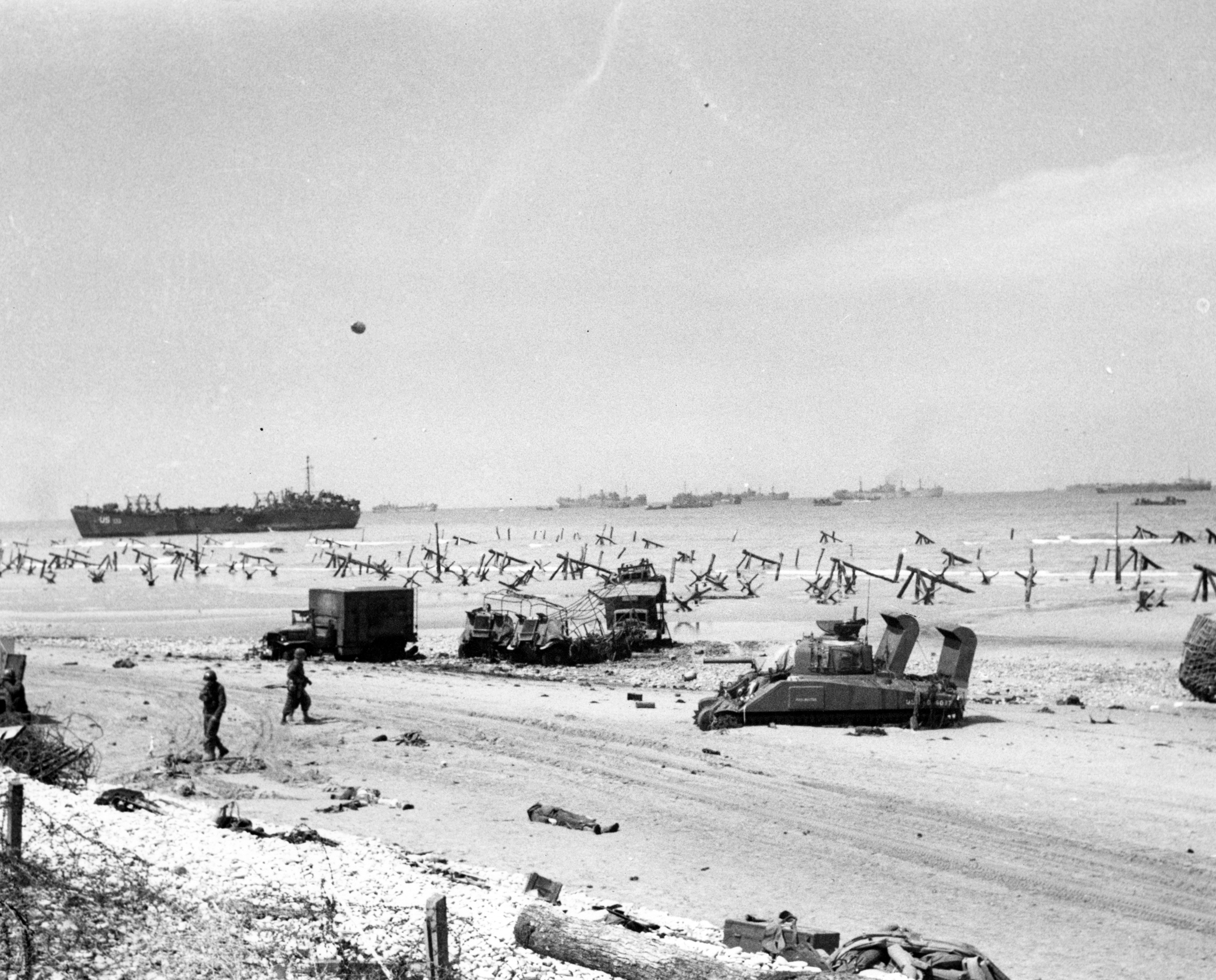
Plaja Omaha în dupǎ-amiaza Zilei-D

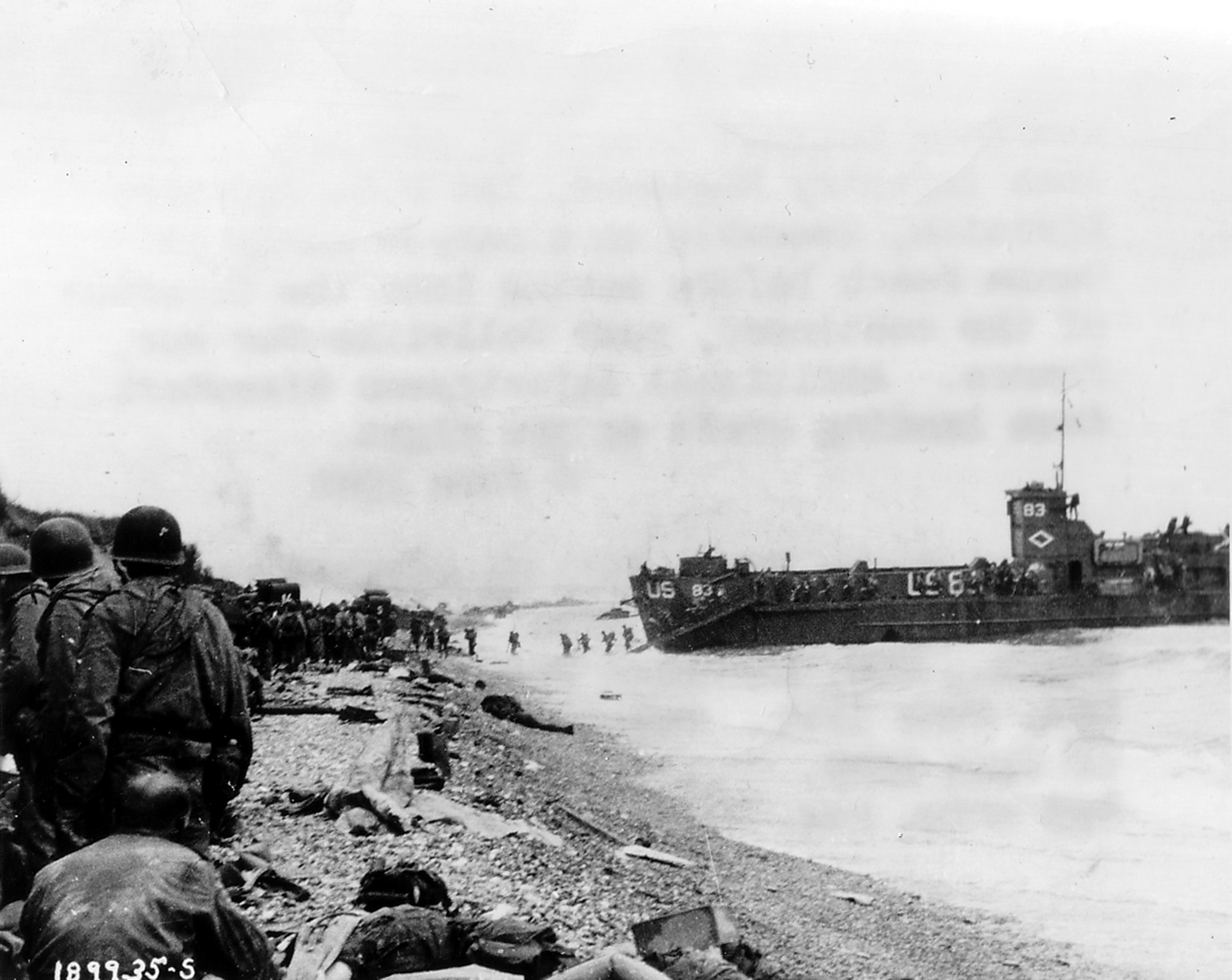
Întăriri americane acostând pe Plaja Omaha

În ciuda penetrare interioare, obiectivele cheie ale plajei nu au fost atinse. Trecătorile necesare pentru trecerea vehiculelor de pe plajă în perimetru nu fuseseră cucerite. Nereușita de a da din drum obstacolele de pe plajă au obligat următoarele acostări să fie la Easy Red și Easy Green.
Unde acostau vehicule găseau doar o plajă goală fără adăpost de la focul inamic și în jur de 08:30 a fost luată decizia să se anuleze toate acostările de acest gen. Închiderea prăjii pentru vehicule a condus la o multitudine de bărci plutind pe mare. DUKW-urile au avut momente dificile atunci. Experiența batalionului de Artilerie de Teren 111 al 116th RTC sunt exemple ale greutăților acestor ambarcațiuni. Din cele 13 DUKW-uri care au fost folosite pentru a transporta aceste unități , 5 s-au scufundat imediat după ce au ieșit din nava mamă, patru au fost pierdute în timp ce erau în zona de rendez-vous așteptând să acosteze și una aruncată în aer în timp ce se întorcea spre plajă. Două au fost distruse în timp ce se apropiau de plajă, și singura care a mai rămas a reușit să paseze tunurile la o altă barcă înainte să se scufunde și ea. Tunurile au ajuns la mal spre amiază.
Rapoartele oficiale de la Omaha declară că “…tancurile nu aveau o zi ușoară…”. Potrivit comandantului celui de-al doilea batalion

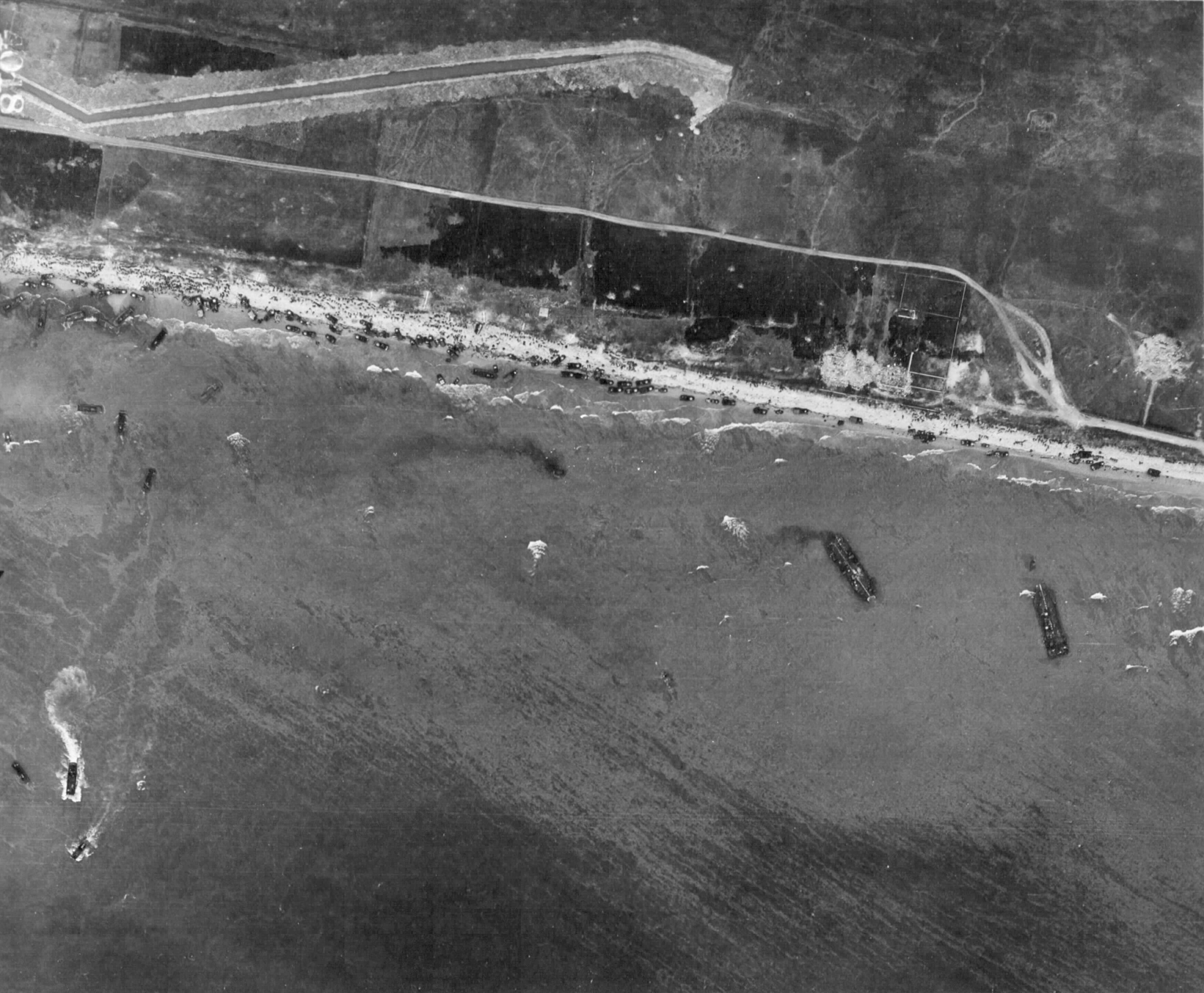
Vederea aeriană a Plajei Omaha pe 6 iunie 1944 figurând acostările regimentelor al 18-elea și al 115-elea de infanterie.

 116th RCT tancurile…”au salvat ziua. Au tras în germane ca în diavol.” Odată cu trecerea zilei apărările plajei erau reduse, în general de tancuri. Împrăștiați pe plajă, prinși între mare și digul de netrecut al șindrilei și fără stații de comunicare la îndemâna comandanților, tancurile trebuiau controlate individual (după instinctual pilotului). Aceasta era o acțiune primejdioasă. Ofițerul comandant al Altileriei de Teren 111, care a acostat înaintea unități sale, a fost omorât în timp ce încerca să direcționeze focul unui tanc. Grupul de comandă al batalionului de tancuri 741 au pierdut 3 din 5 tancuri în acțiunile lor. În plus, comandantul batalionului de tancuri 743 a fost ucis în timp ce se apropia de unul dintre tancurile sale cu intenția de a ordona următoarea mișcare. Când s-a deschis focul maritim împotriva punctelor de rezistență ce apărau trecătoarea E-3, s-a luat decizia să încerce să forțeze ieșirea tancurilor de pe plajă. Colonelul Taylor le-a ordonat tuturor tancurilor disopnibile să deschidă focul împotriva acestui punct(E-3) la 11:00. Doar trei tancuri au reușit să ajungă la punctul de întâlnire datorită aglomerării de pe plajă, dintre care două au fost distruse în timp ce încercau să urce spre trecătoare, acest lucru obligându-l pe cel rămas să se retragă.
Regimentul de întăriri au acostat lângă batalioane, începând cu 18th RCT la 09:30 la Easy Red. Primul batalion ce a acostat, 2/18, a ajuns la trecerea E-1 după 30 de min, după greutăți pe plajă. Pierderile erau totuși reduse. În ciuda existenței unui drum îngust printre obstacolele de pe plajă, rampele și minele de acolo au fost responsabile pentru pierderea a 22 de LCVP-uri, 2LCI(L)-uri și 4 LCT-uri. Susținute de tancuri și focul naval, trupele nou venite au obținut capitularea ultimului punct ce apăra E-1 la 11:30. Deși o ieșire folosibilă era în sfârșit deschisă nu s-a putut trece imediat datorită dificultăților în a străbate plaja. Trei batalioane ale 115th RCT, programate să acosteze la 10:30 la Dog Red și Easy Greea, au sosit împreună deasupra acostărilor 18th RCT la Easy red. Confuzia i-a împiedica celelalte două batalioane ale 18th RCT să acosteze până la 13:00, și a întârziat mișcarea pe plajă a tuturor în afară de2/18, care s-a deplasat mai spre est înainte de prânz, până la 14:00. Chiar șî atunci, avansarea era încetinită de mine și pozițiile inamicilor de-a lungul trecerilor. 

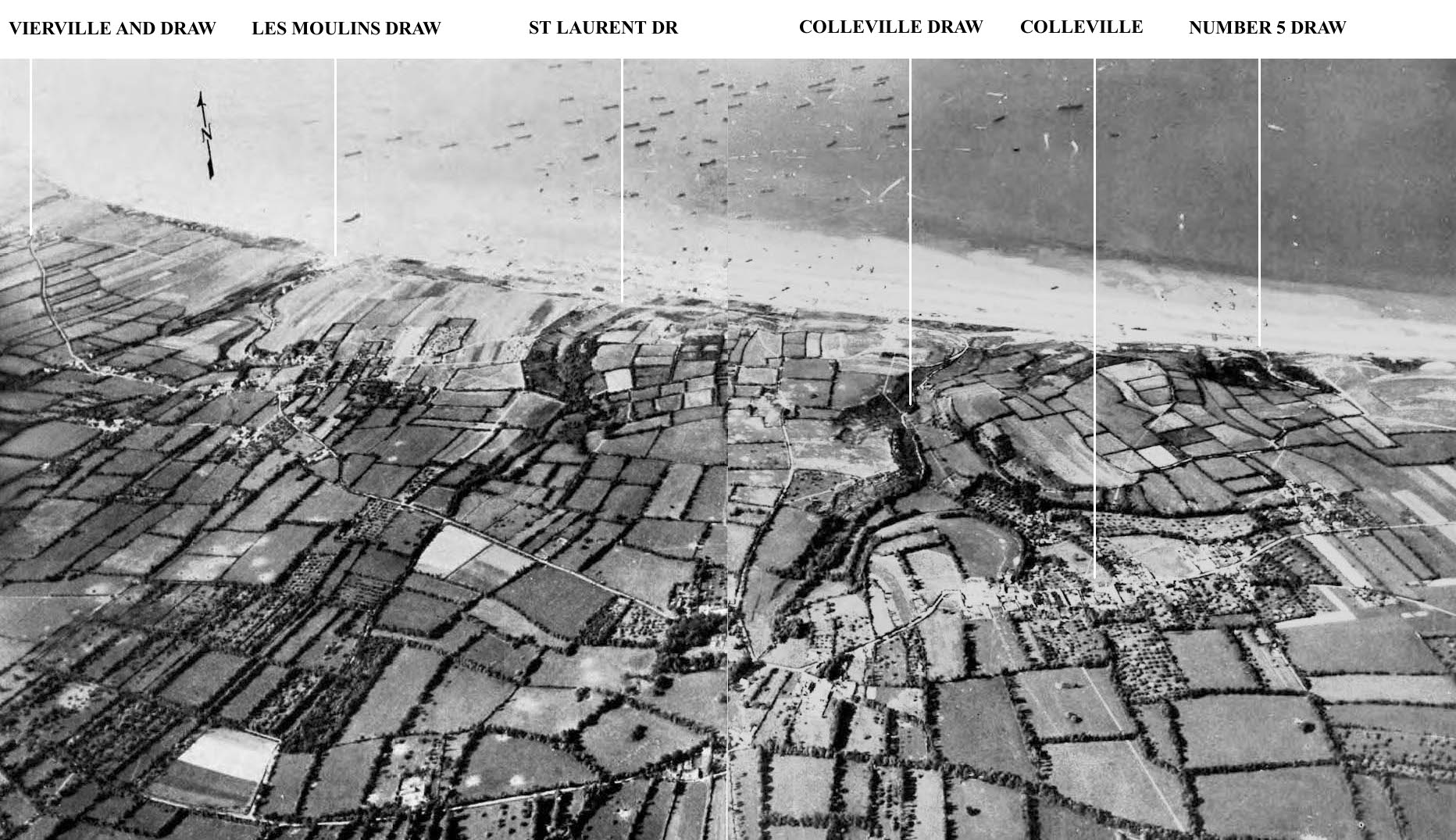
Vedere aeriană a plajei cu trecǎtorile, de la stânga la dreapta:Vierville (D-1), Les Moulins (D-3), St. Laurent (E-1), Colleville (E-3) și "Trecătoarea numărul 5" (F-1).

După-amiaza devreme, punctul de apărare a D-1 la Vierville, a fost redus la tăcere de nave. Dar, fără destule trupe la sol ca să îi neutralizeze pe puținii apărători rămași, calea de acces nu a putut fi deschisă. Mobilele au fost în stare, într-un final, să folosească această rută, dar doar spre seară, iar tancurile ce au supraviețuit din batalionul de tancuri 743 și-au petrecut noaptea lângă Vierville.
Avansarea 18th RCT a distrus ultimele forțe de la trecerea E-1. Când inginerii au tăiat drumul pe partea vestică a trecătorii, a devenit drumul principal pentru pătrunderea în perimetru. Cu congestia de pe plajă ușurată astfel, vehiculele au reprimit permisiunea de a Acosta la 14:00. Congestii de-a lungul acestui drum, cauzate de rezistența in perimetru, la St. Laurent, au fost depășite cu un nou drum, și la 17:00, tancurile ce au supraviețuit din batalionul de tancuri 741 au început deplasarea pe drumul de la E-1.
Trecerea F-1, inițial considerată prea abrupt pentru a fi utilizată, a fost în final deschisă când inginerii au pus un nou drum. În absența unui progres major în a deschide trecerile D-3 și E-3, acostările au fost modificate ca să profite de această rută, și o companie de tancuri din batalionul de tancuri 745 au fost în stare să ajungă la terenul înalt la 20:00.
Vecinătățile intrărilor în perimetru erau și ele asigurate, cu mine dezarmate si găuri astupate ca să permit trecerea vehiculelor. Cum venea refluxul, ingineri au fost și ei în stare să își continue munca de a curăța obstacolele de pe plajă, și spre sfârșitul seri, 13 drumuri erau deschise și marcate.

### Reacția germanilor
Observând debarcările pe plajă ce creșteau, și în încercarea de a cuprinde ceea ce erau considerate penetrări minore la Omaha, un battalion a fost trimis din al 915-elea regiment împotriva Britanicilor de la est. Împreună cu companiile anti-tanc, această trupă s-a alăturat ragimentului al 916-elea șî s-au dedicate unui contra atac în zona Colleville, după amiaza devreme. A fost oprit de o “puternică rezistență a Americanilor” și a înregistrat mari pierderi. Situatia strategică din Normandia  exclude întăriri diviziei slăbite 352. Amenințarea principal era percepută de Germani la zona de plajă a Britanicilor, est de Omaha, și a primit cea mai multă atenție de la întăriri. Pregătirile au fost făcute să aducă unități staționate pentru apărarea Britany, la sud west de Normandia, dar acestea nu ar fi ajuns repede și ar fi fost supuse pierderilor pe drum datorită superiorității forței aeriene a Aliațiilor. Rezerva cele de a 352 diviziuni, un battalion de ingineri, a fost trimisă în ajutor celui de al 916 regimentspre seară. A fost repartizată ca să ajute la apărarea împotriva așteptatei încercări de spargere la capătul de blajă Colleville-St. Laurent de pe frontul 16th RCT. La miezul nopții General Dietrich Kraiss, commandant al celei de a 352-a diviziuni, a raportat pierderea completă a oamenilor și echipamentelor de la poziția pe coastă, spunând că avea destule forte ca să îi rețină pe americani la D-1, dar că avea nevoie de întăriri ca să îi respingă, la această cerere primind răspuns negative.

## Sfârșitul zilei

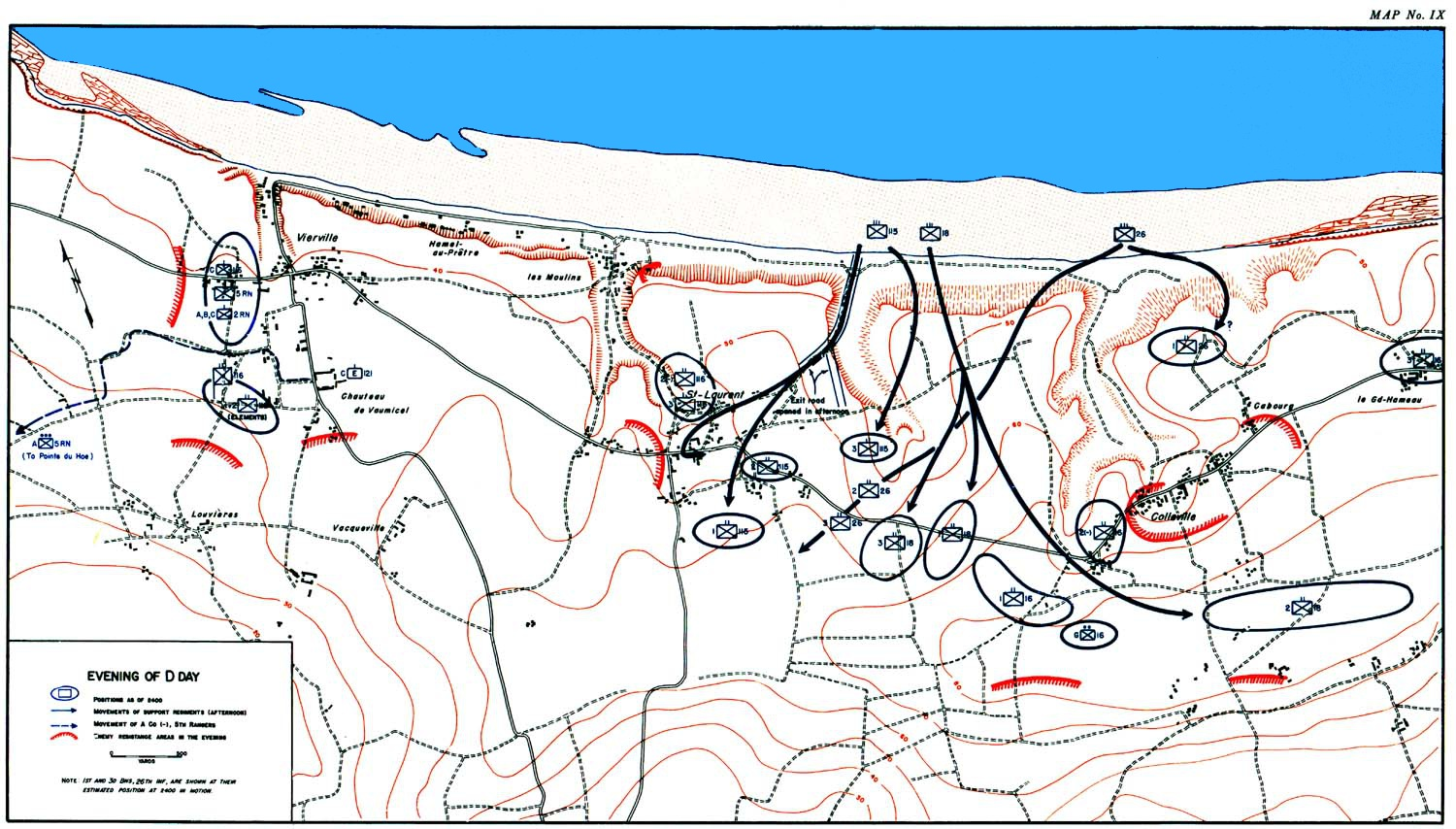
Hartă istoricǎ oficialǎ ce figureazǎ progresia fǎcutǎ pânǎ la lǎsarea întunericului

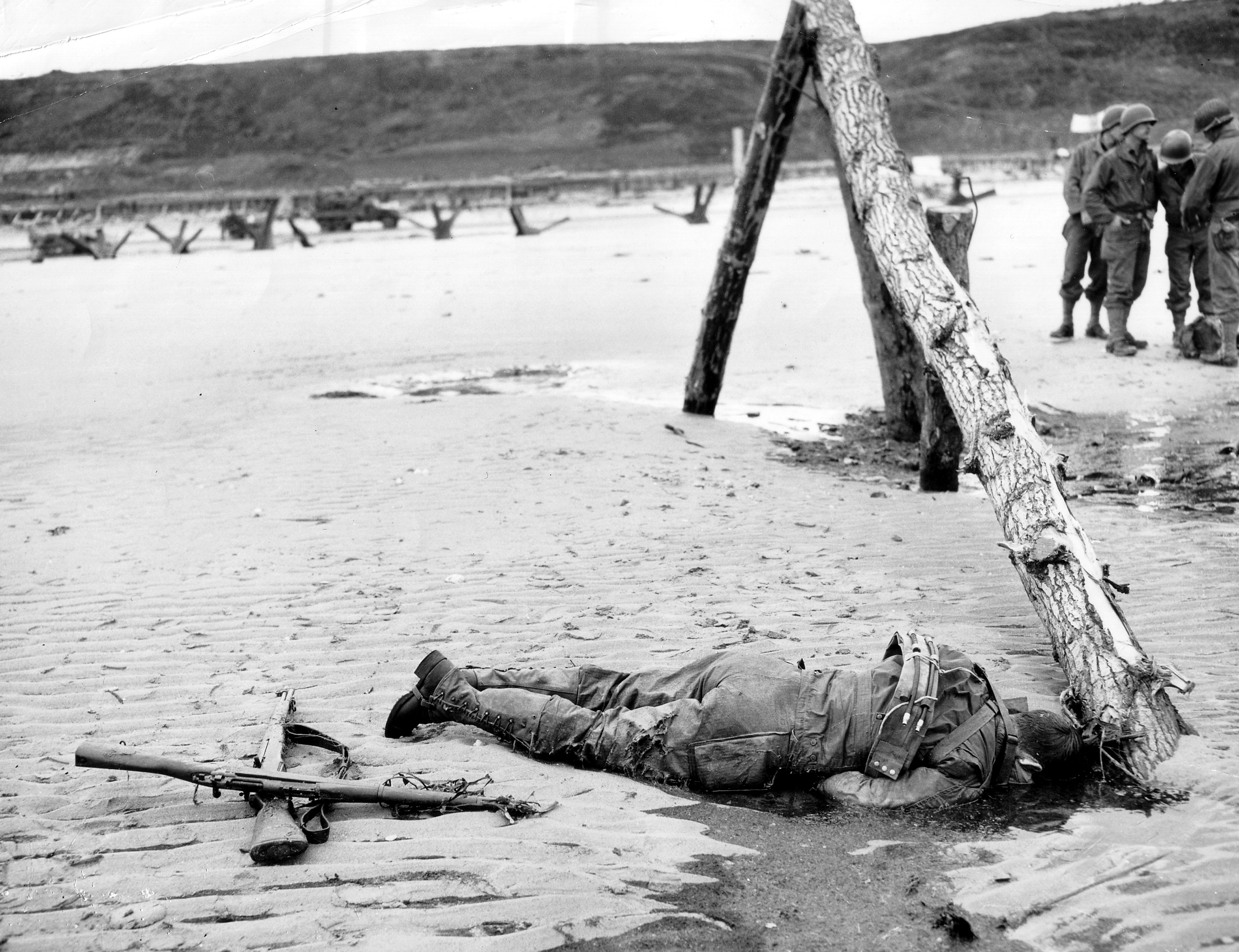
Un decedat American de la lupta de dimineață

Urmând penetrări în perimetru, acțiunile confuze ale celor care au luptat din greu până atunci au împins linia de bătălie cu aproape 2.5 km spre central zonei Colleville, la est, mai puțin ca la west de St. Laurent, și o penetrare izolată în zona Vierville. Grupuri de rezistența a inamicilor au continuat să lupte, și întreaga plajă a rămas la voia altileriei. La 21:00 acostarea a 26th RCT 26th RCT a încheiat acostarea infanteriei, dar pierderile în echipament erau ridicate, incluzând 26 de elemente de altieri, peste 50 de tancuri, în jur de 50 de bărci de acostare și 10 bărci mai mari. Din cele 2.400 tone de provizii ce trebuiau acostate în Ziua-D, doar 100 au ajuns cu adevărat. Pierderile corpurilor militare V erau estimate la 300 de morți, răniți și dispăruți. Cele mai multe pierderi au fost suportate de infanterie, tancuri, ingineri, și primi acostați. A 16-a și a-116-a RTC au pierdut în jur de 1000 de oameni fiecare. Doar 5 tancuri ale batalionului de tancuri 741 au mai rămas pentru următoarea zi. Divizia 352 a germanilor a suferit 1.200 morți, morți, răniți și dispăruți; cam 20% din trupe. Repartizarea ei pe plajă a cauzat asemenea probleme că Locotenentul General Omar Bradley, comandant al Primei Armate a Statelor Unite(U.S. First Army), la un moment dat s-a gândit să evacueze Omaha, în timp ce Mareșalul de uscat Montgomery s-a gândit să trimită trupele din corpul military V de-a lungul Gold Beach.